# Lijst van personen overleden in 1967
Dit is een lijst van personen die zijn overleden in 1967.

## Januari

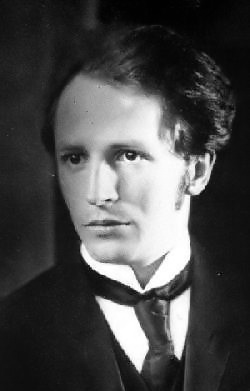
Carl Schuricht
7 januari

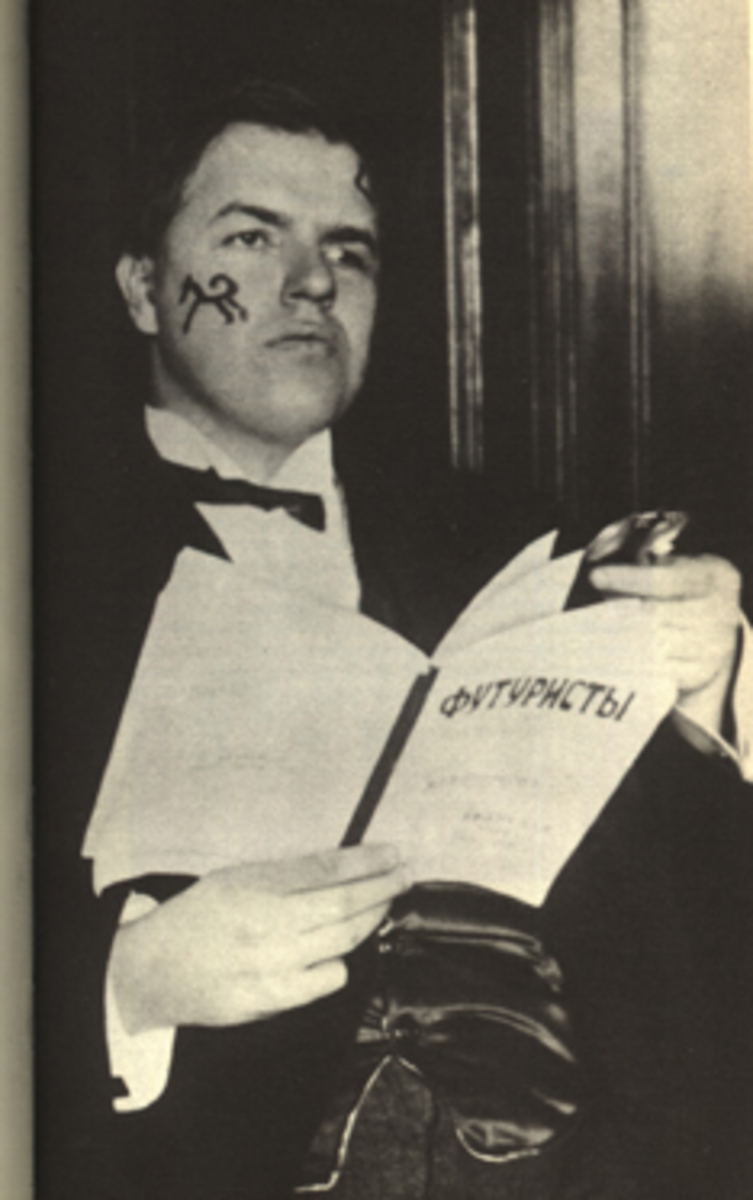
David Boerljoek
15 januari

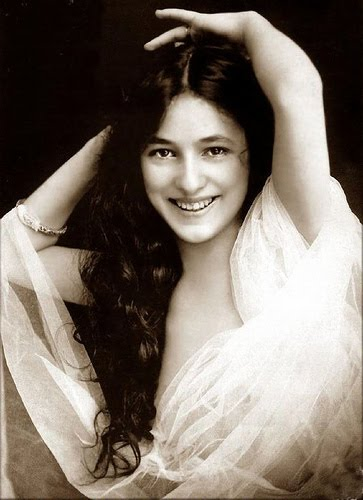
Evelyn Nesbit
17 januari

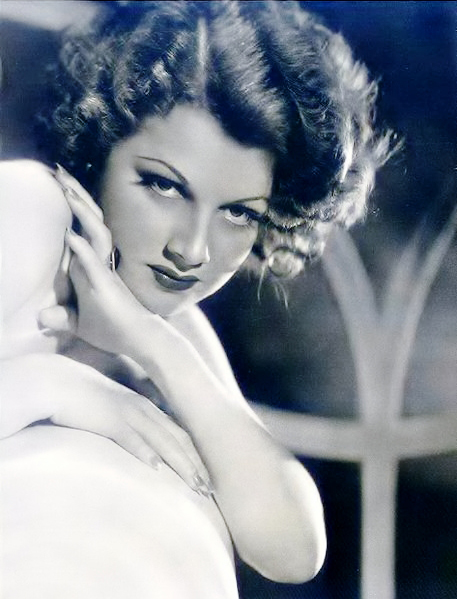
Ann Sheridan
21 januari

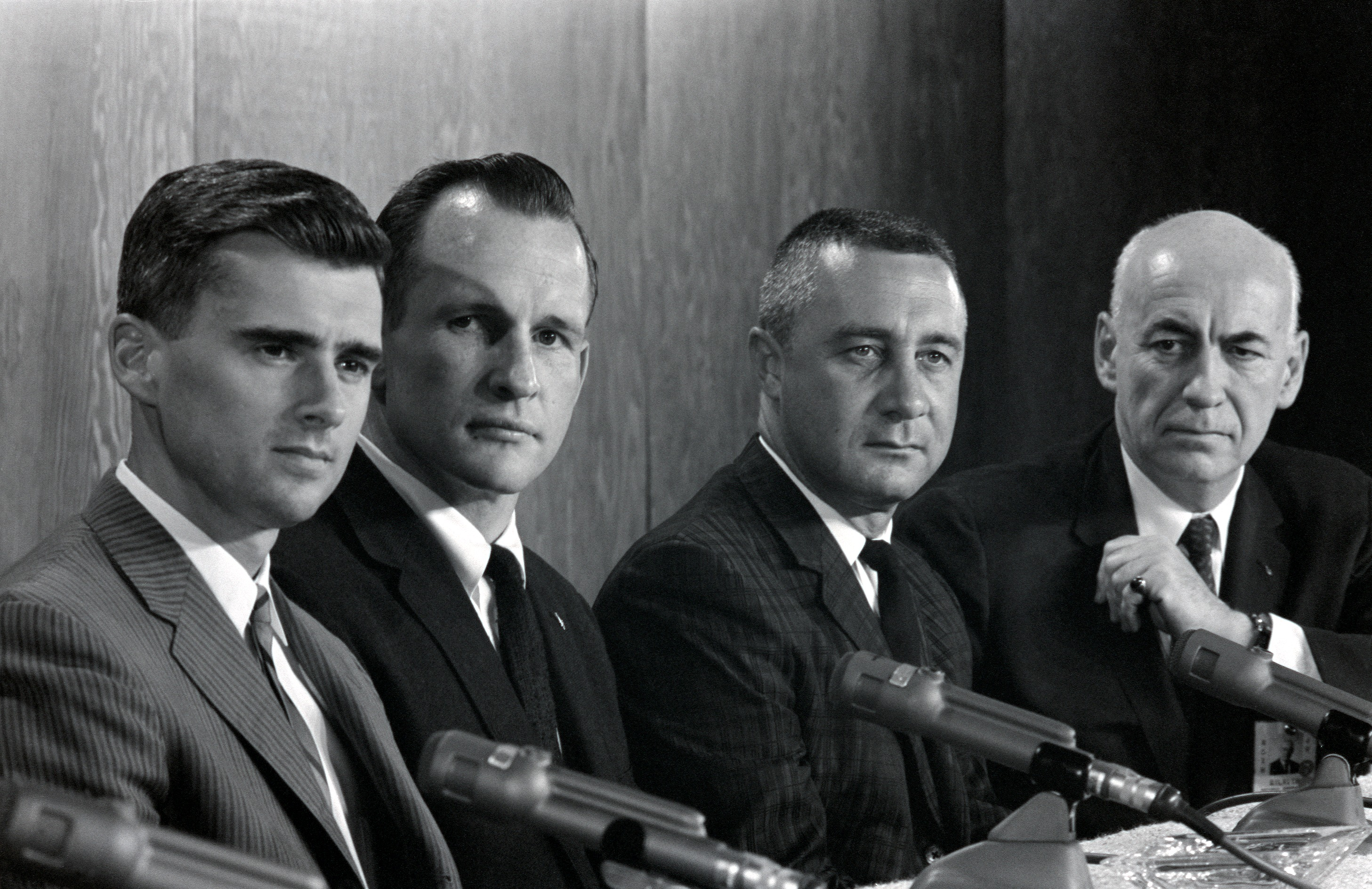
Roger Chaffee
Edward White
Virgil Grissom
27 januari

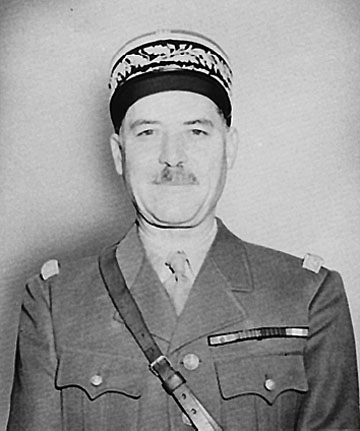
Alphonse Juin
27 januari

| 1 | 2 | 3 | 4 | 5 | 6 | 7 | 8 | 9 | 10 | 11 | 12 | 13 | 14 | 15 | 16 | 17 | 18 | 19 | 20 | 21 | 22 | 23 | 24 | 25 | 26 | 27 | 28 | 29 | 30 | 31 |
| - | - | - | - | - | - | - | - | - | -- | -- | -- | -- | -- | -- | -- | -- | -- | -- | -- | -- | -- | -- | -- | -- | -- | -- | -- | -- | -- | -- |

### 1 januari
- Tata Mirando (71), Zwitsers zigeunermuzikant
- Allard Oosterhuis (64), Nederlands verzetsstrijder
- Elsa Regnell (77), Zweeds schoonspringer

### 2 januari
- Ramón Zabalo (56), Spaans voetballer

### 3 januari
- Reginald Punnett (91), Brits geneticus
- Jack Ruby (55), Amerikaans moordenaar

### 4 januari
- Donald Campbell (45), Brits autocoureur

### 6 januari
- Frans Brusselmans (73), Belgisch politicus

### 7 januari
- Daniel Jules Delestré (85), Belgisch geestelijke
- Jozef Jespers (71), Belgisch politicus
- Carl Schuricht (86), Duits dirigent

### 8 januari
- Zbigniew Cybulski (39), Pools acteur
- Josef Frank (81), Oostenrijks-Zweeds architect en designer

### 9 januari
- Rob Swope (40), Amerikaanse jazztrombonist
- Adolf Vančura (66), Oostenrijks componist, dirigent en pianist

### 10 januari
- Charles E. Burchfield (73), Amerikaans kunstschilder

### 13 januari
- Ove Andersen (67), Fins atleet

### 14 januari
- Eduard Elias (66), Nederlands columnist, journalist en schrijver
- Miklós Kállay (79), Hongaars politicus

### 15 januari
- David Boerljoek (84), Russisch-Amerikaans schrijver en kunstschilder

### 16 januari
- Robert Van de Graaff (65), Amerikaans natuurkundige
- Dirk Vansina (72), Belgisch schrijver en kunstschilder

### 17 januari
- Evelyn Nesbit (82), Amerikaans model en actrice

### 19 januari
- Harold Daniell (57), Brits motor- en autocoureur

### 21 januari
- Dorothea van Saksen-Coburg en Gotha (85), lid Duitse adel
- Ann Sheridan (51), Amerikaans actrice

### 22 januari
- Jobyna Ralston (67), Amerikaans actrice

### 24 januari
- Bert Vermeeren (57), Nederlands kunstschilder

### 27 januari
- Omgekomen bij een brand in de Apollo 1 op Cape Kennedy
  - Roger Chaffee (31), Amerikaans ruimtevaarder
  - Virgil Grissom (40), Amerikaans ruimtevaarder
  - Edward White (36), Amerikaans ruimtevaarder
- David Maxwell Fyfe (66), Brits politicus
- Alphonse Juin (78), Frans militair leider
- Luigi Tenco (28), Italiaans zanger

### 28 januari
- Frank Simon (77), Amerikaans componist en dirigent

### 29 januari
- Harold Munro Fox (77), Brits zoöloog

### 31 januari
- Marthe Donas (81), Belgisch kunstschilderes
- Eddie Tolan (58), Amerikaans atleet

## Februari

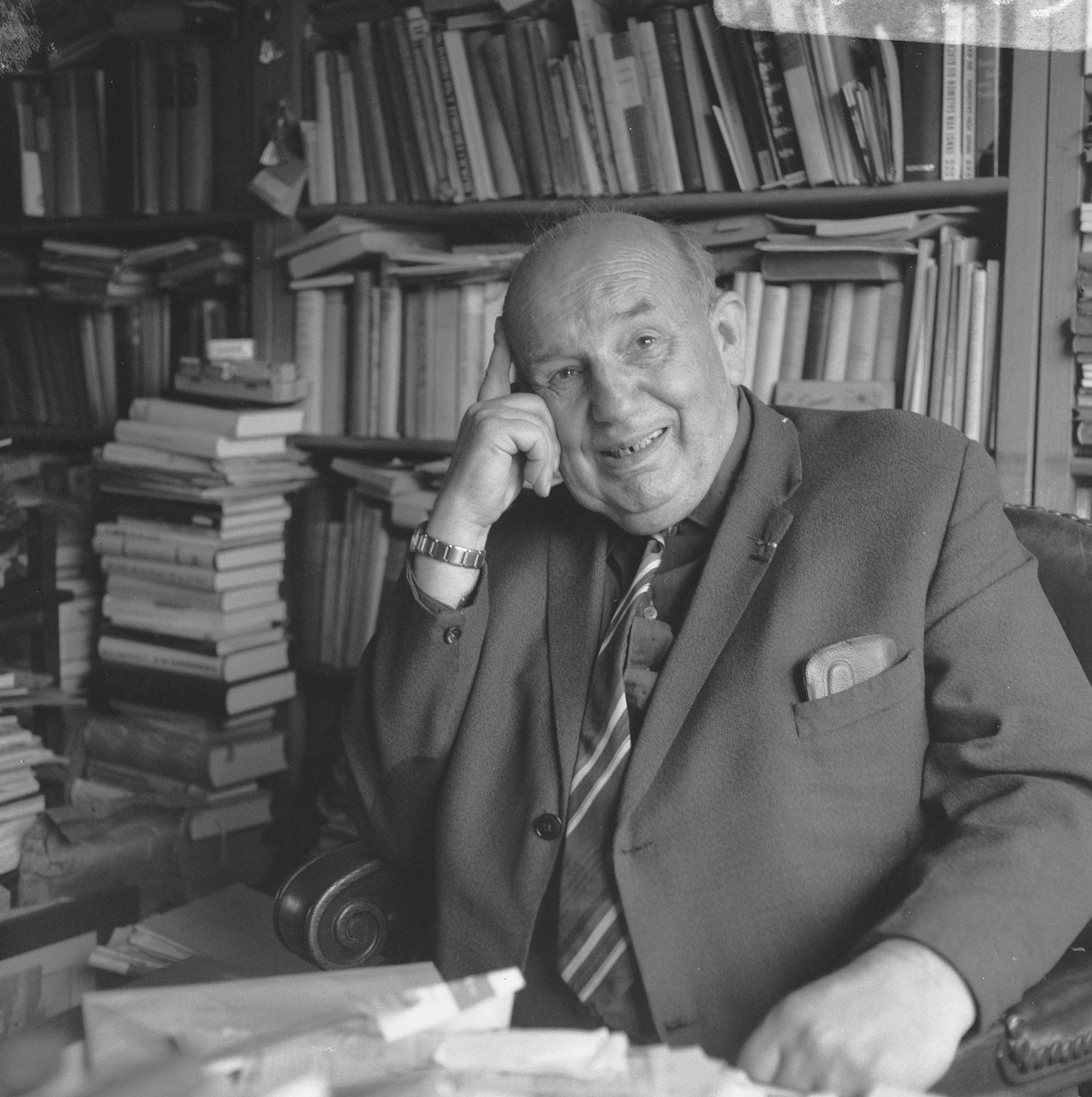
Nico Rost
1 februari

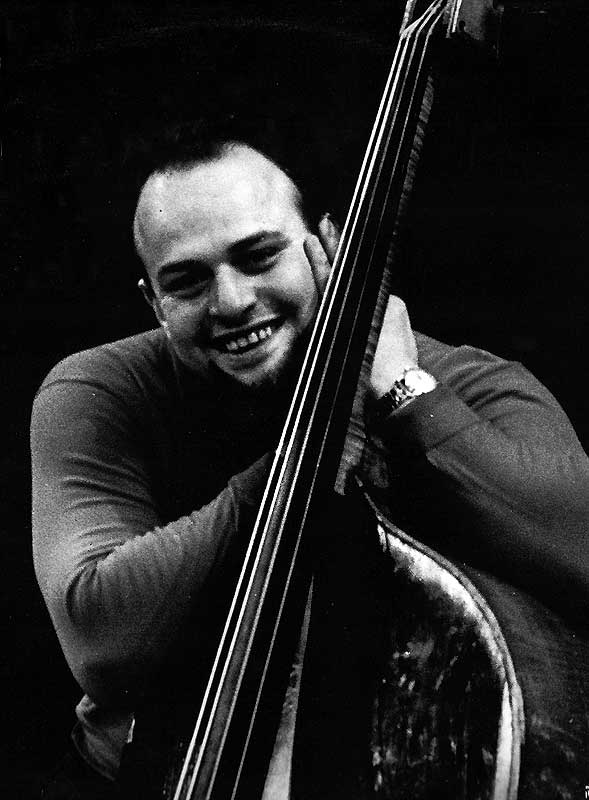
Simon Brehm
11 februari

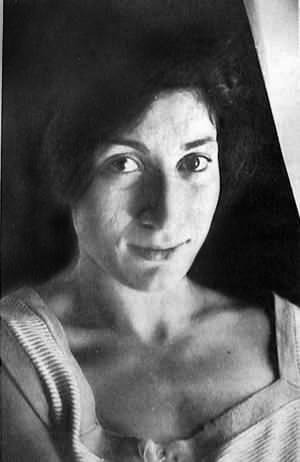
Forough Farrokhzad
13 februari

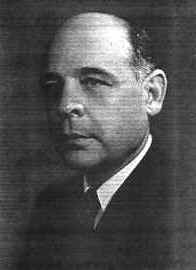
Abelardo Luján Rodríguez
13 februari

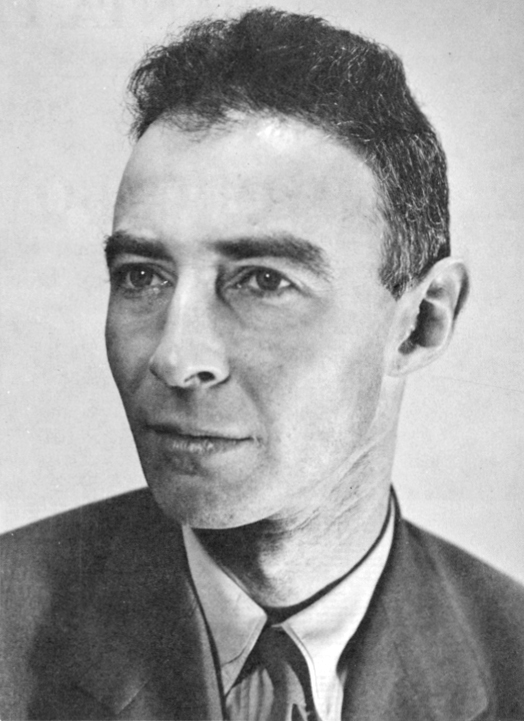
Robert Oppenheimer
18 februari

| 1 | 2 | 3 | 4 | 5 | 6 | 7 | 8 | 9 | 10 | 11 | 12 | 13 | 14 | 15 | 16 | 17 | 18 | 19 | 20 | 21 | 22 | 23 | 24 | 25 | 26 | 27 | 28 |
| - | - | - | - | - | - | - | - | - | -- | -- | -- | -- | -- | -- | -- | -- | -- | -- | -- | -- | -- | -- | -- | -- | -- | -- | -- |

### 1 februari
- Nico Rost (70), Nederlands schrijver, journalist en verzetsstrijder

### 3 februari
- Joe Meek (37), Brits muziekproducent

### 4 februari
- Herman Teirlinck (87), Belgisch schrijver en dichter
- Joan Walrave van Haersolte van Haerst (79), Nederlands bestuurder en collaborateur

### 5 februari
- Bernard Berger (79), Nederlands burgemeester

### 7 februari
- Nils von Kantzow (81), Zweeds gymnast

### 11 februari
- Simon Brehm (45), Zweeds jazzmusicus
- Nicolaas van der Kreek (71), Nederlands kunstenaar
- Abraham Johannes Muste (82), Amerikaans pacifist
- Leo De Peuter (80), Belgisch politicus
- Sergei Solovjov (51), Sovjet voetballer

### 12 februari
- Richard Stevens (73), Brits geheim agent

### 13 februari
- Forough Farrokhzad (32), Perzisch dichteres en filmmaakster
- Abelardo Luján Rodríguez (77), president van Mexico
- P.A.G. de Milly van Heiden Reinestein (85), Nederlands burgemeester

### 14 februari
- Hans Ledwinka (89), Oostenrijks auto-ontwerper
- Sig Ruman (82), Duits-Amerikaans acteur

### 15 februari
- Zhang Henshui (71), Chinees bestuurder

### 17 februari
- Franz Wangermée (72), Belgisch componist

### 18 februari
- Manuel Palau Boix (74), Spaans componist
- Robert Oppenheimer (62), Amerikaans fysicus

### 20 februari
- James Leonard Gordon (50), Filipijns burgemeester

### 23 februari
- Paul-Gustave van Hecke (79), Belgisch journalist

### 24 februari
- Hugo van Dalen (78), Nederlands pianist/componist
- Franz Waxman (60), Amerikaans componist

### 25 februari
- Daniel Been (81), Nederlands kunstschilder

### 26 februari
- Octacílio Pinheiro Guerra (57), Braziliaans voetballer

## Maart

Mohammad Mossadeq
4 maart

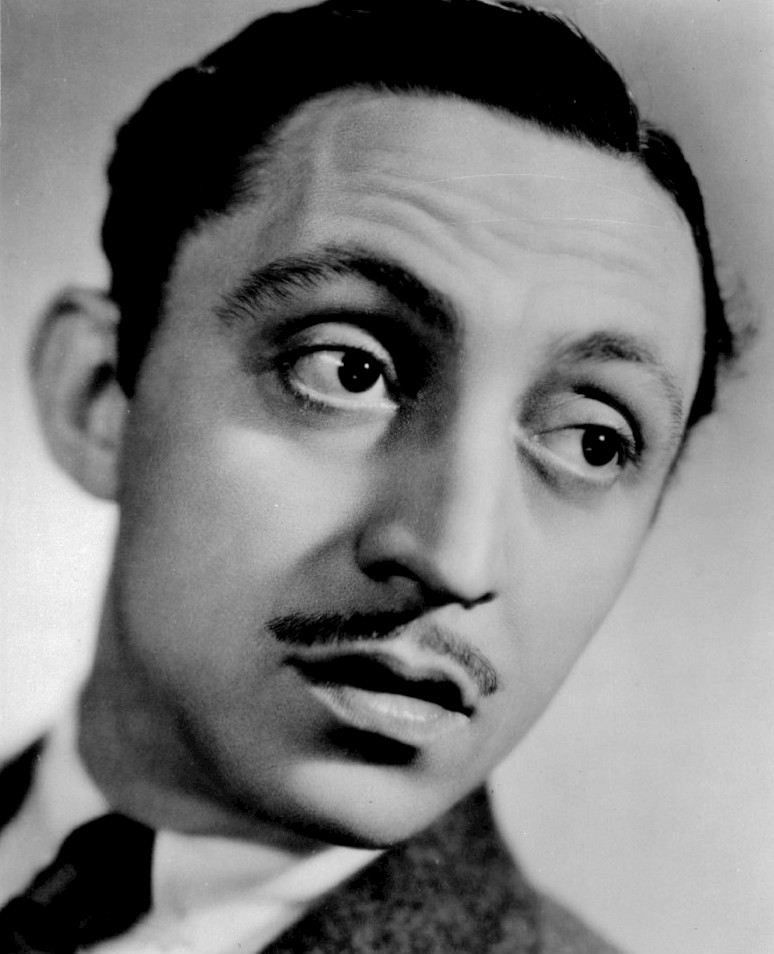
Mischa Auer
5 maart

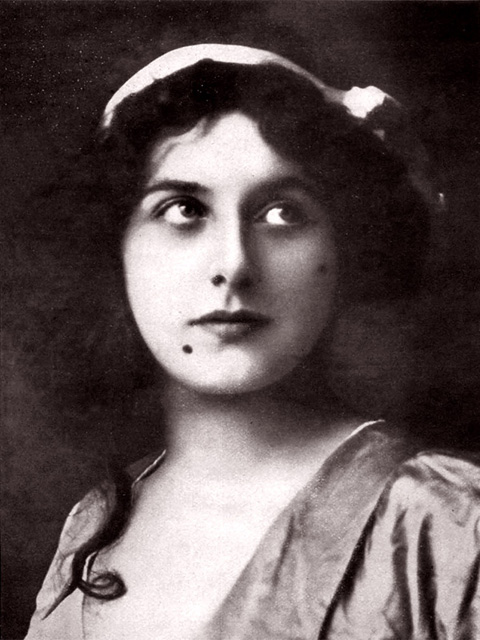
Geraldine Farrar
11 maart

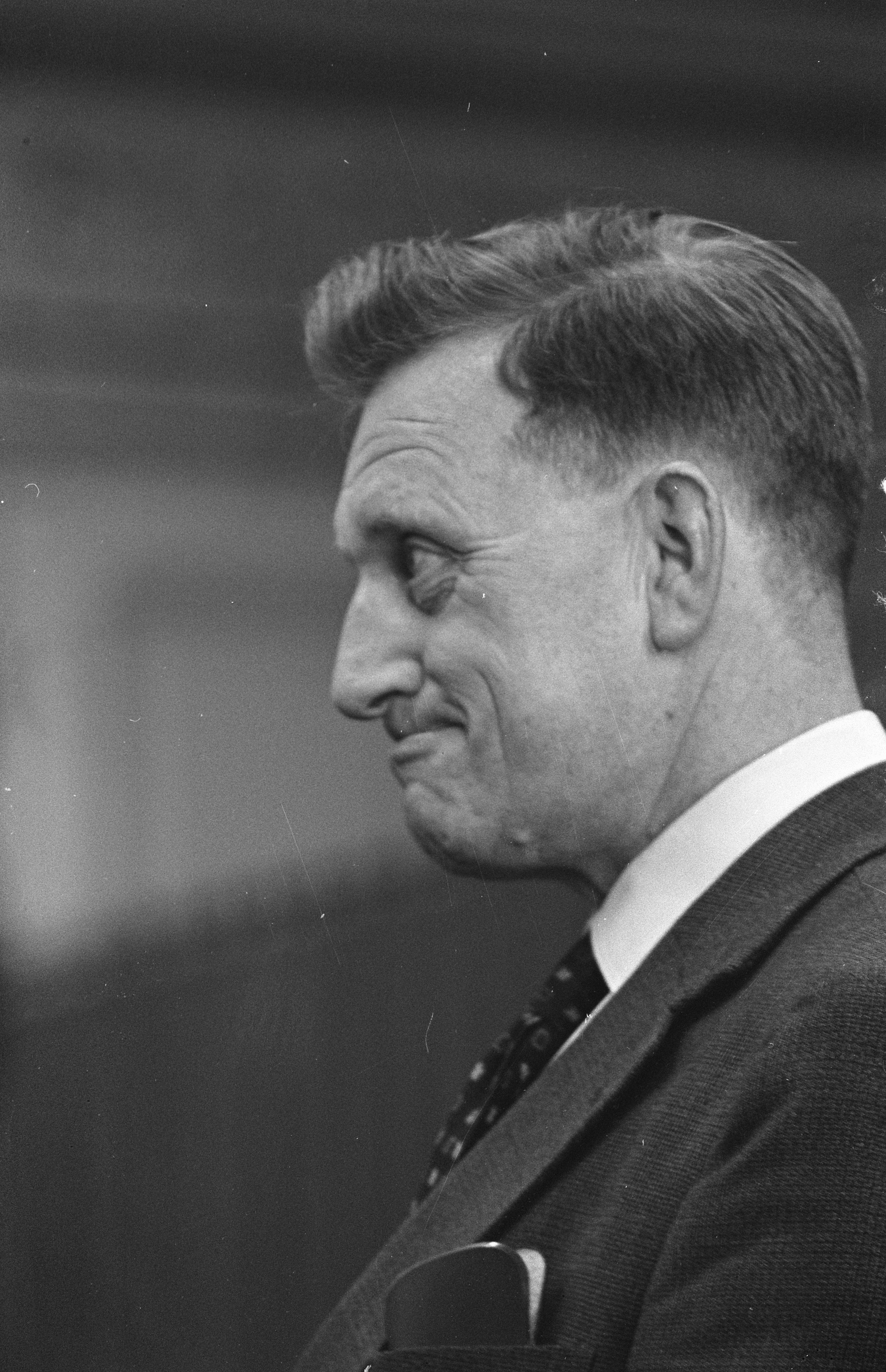
Ko Suurhoff
14 maart

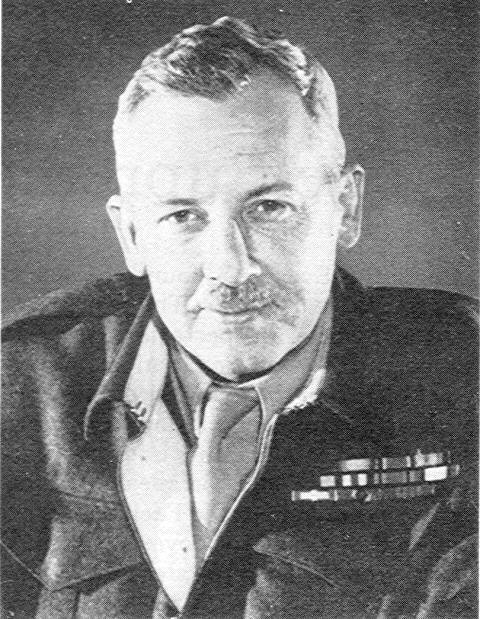
Frederick Morgan
19 maart

| 1 | 2 | 3 | 4 | 5 | 6 | 7 | 8 | 9 | 10 | 11 | 12 | 13 | 14 | 15 | 16 | 17 | 18 | 19 | 20 | 21 | 22 | 23 | 24 | 25 | 26 | 27 | 28 | 29 | 30 | 31 |
| - | - | - | - | - | - | - | - | - | -- | -- | -- | -- | -- | -- | -- | -- | -- | -- | -- | -- | -- | -- | -- | -- | -- | -- | -- | -- | -- | -- |

### 1 maart
- Toine van Renterghem (81), Nederlands voetballer

### 2 maart
- Azorín (93), Spaans schrijver
- Willem van der Feltz (84), Nederlands politicus

### 3 maart
- Mathieu Duchesne (86), Belgisch politicus
- Georges Lonque (66), Belgisch componist

### 4 maart
- Mohammad Mossadeq (84), Iraans politicus

### 5 maart
- Mischa Auer (61), Amerikaans acteur

### 6 maart
- Zoltán Kodály (84), Hongaars componist

### 7 maart
- Willie Smith (56), Amerikaanse jazzsaxofonist en -klarinettist
- Alice B. Toklas (89), Amerikaans avant-gardekunstenares

### 9 maart
- Henricus Eskelhoff Gravemeijer (88), Nederlands geestelijke

### 11 maart
- Geraldine Farrar (85), Amerikaans operazangeres
- Edmond Leysen (78), Belgisch politicus

### 14 maart
- Eduard Baar-Baarenfels (81), Oostenrijks militair en politicus
- Antonio Díaz Soto y Gama (87), Mexicaans anarchist
- Ko Suurhoff (61), Nederlands politicus

### 17 maart
- Toon Berg (89), Nederlands glazenier

### 18 maart
- Julio Baghy (76), Hongaarse acteur

### 19 maart
- Frederick Morgan (73), Brits militair

### 20 maart
- Wilma Vermaat (93), Nederlands schrijfster

### 21 maart
- Randy Brooks (48), Amerikaans jazztrompettist en bandleider

### 23 maart
- Pete Johnson (62), Amerikaans jazzmusicus
- Sanne Sannes (30), Nederlands fotograaf

### 24 maart
- Francesco Bracci (87), Italiaans kardinaal

### 26 maart
- Fritz Scheidegger (36), Zwitsers motorcoureur
- Jim Thompson (61), Amerikaans zakenman

### 27 maart
- Jaroslav Heyrovský (76), Tsjechisch wetenschapper
- Gerardus de Vet (49), Nederlands bisschop

### 29 maart
- Hans s'Jacob (60), Nederlands politicus
- Anton Roothaert (70), Nederlands schrijver

### 31 maart
- Rodion Malinovski (68), Sovjet-Russisch militair leider

## April

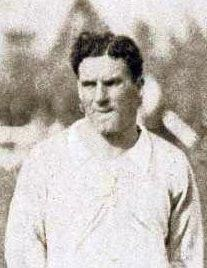
Héctor Scarone
4 april

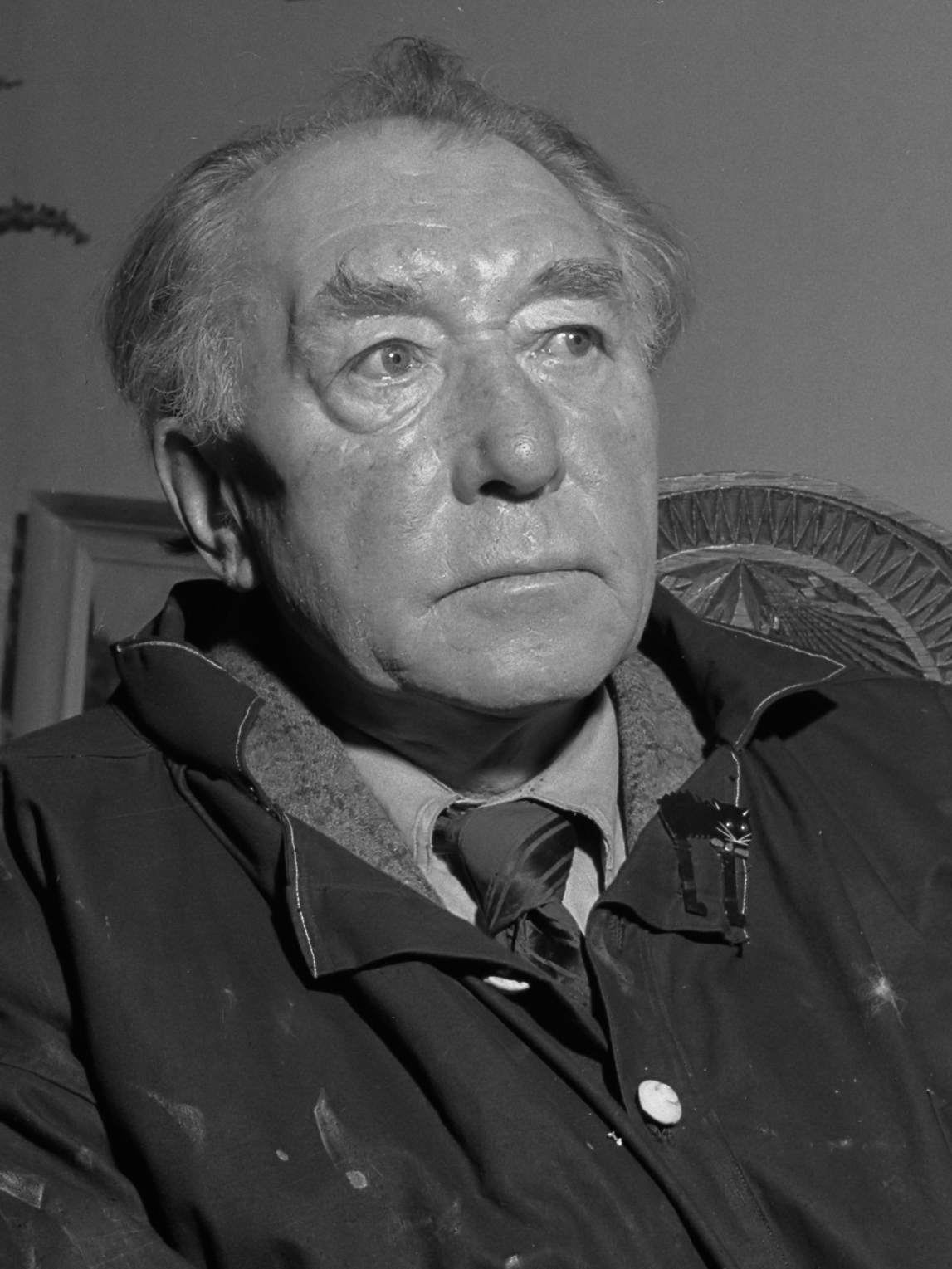
Germ de Jong
11 april

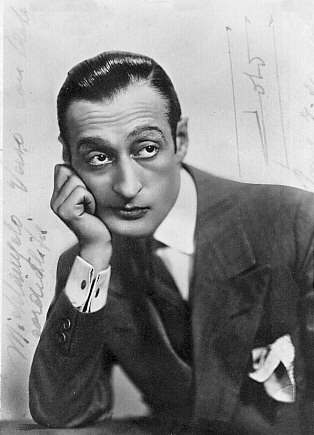
Totò
15 april

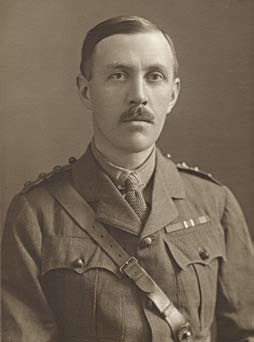
Frederick Marshman Bailey
17 april

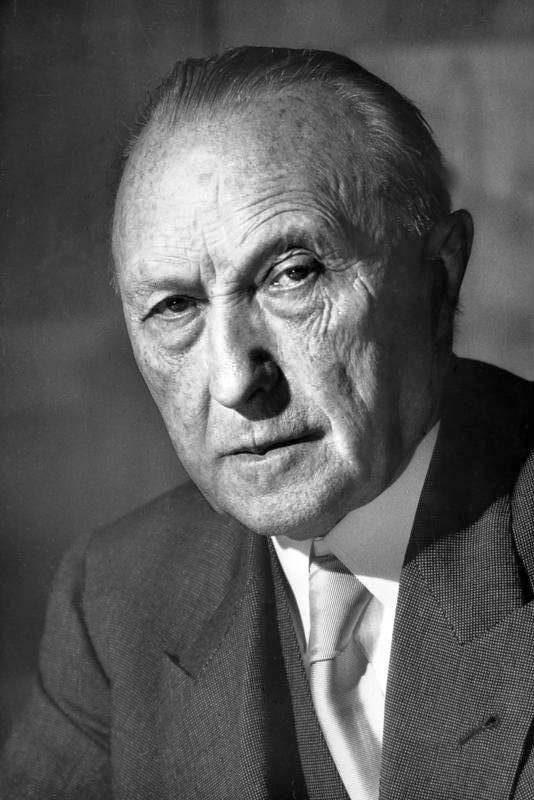
Konrad Adenauer
19 april

| 1 | 2 | 3 | 4 | 5 | 6 | 7 | 8 | 9 | 10 | 11 | 12 | 13 | 14 | 15 | 16 | 17 | 18 | 19 | 20 | 21 | 22 | 23 | 24 | 25 | 26 | 27 | 28 | 29 | 30 |
| - | - | - | - | - | - | - | - | - | -- | -- | -- | -- | -- | -- | -- | -- | -- | -- | -- | -- | -- | -- | -- | -- | -- | -- | -- | -- | -- |

### 1 april
- Harold Charles d'Aspremont Lynden (53), Belgisch politicus
- Jan van Dort (77), Nederlands voetballer

### 3 april
- Bastiaan Willem Plooij (76), Nederlands architect

### 4 april
- Héctor Scarone (68), Uruguayaans voetballer

### 5 april
- Hermann Joseph Muller (76), Amerikaans geneticus en Nobelprijswinnaar
- Jozef Van Cleemput (63), Belgisch politicus

### 9 april
- W. Dwight McCaughey (88), Amerikaans componist

### 10 april
- Alfred Felber (80), Zwitsers roeier

### 11 april
- Germ de Jong (81), Nederlands kunstenaar

### 13 april
- Luis Somoza Debayle (44), president van Nicaragua

### 15 april
- Totò (69), Italiaans acteur

### 17 april
- Red Allen (59), Amerikaans trompettist
- Frederick Marshman Bailey (85), Brits militair en ontdekkingsreiziger
- Wouter Bleeker (62), Nederlands meteoroloog

### 19 april
- Konrad Adenauer (91), Duits politicus
- Henri Wils (74), Belgisch kunstenaar
- Julius Wostyn (67), Belgisch politicus
- Arie de Zeeuw (85), Nederlands politicus

### 20 april
- Denis Wright (72), Brits componist en dirigent

### 21 april
- Romain Moyersoen (96), Belgisch politicus
- Wolfgang Steinitz (62), Duits taalkundige

### 22 april
- Iona Nikitsjenko (71), Sovjet-Russisch rechter

### 23 april
- Georges Holvoet (92), Belgisch politicus
- René Matthes (69), Zwitsers componist

### 24 april
- Cor Alons (74), Nederlands ontwerper
- Enrico Dante (82), Italiaans kardinaal
- Vladimir Komarov (40), Russisch ruimtevaarder

### 25 april
- Joseph Groves Boxhall (83), Brits Titanic-overlevende
- James Strachey (79), Brits psychoanalyticus

### 28 april
- Joseph Mostert (54), Belgisch atleet

### 29 april
- J.B. Lenoir (48), Amerikaans bluesmuzikant en liedjesschrijver
- Anthony Mann (60), Amerikaans acteur en regisseur

## Mei

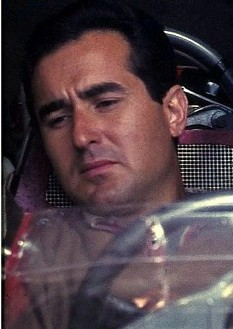
Lorenzo Bandini
10 mei

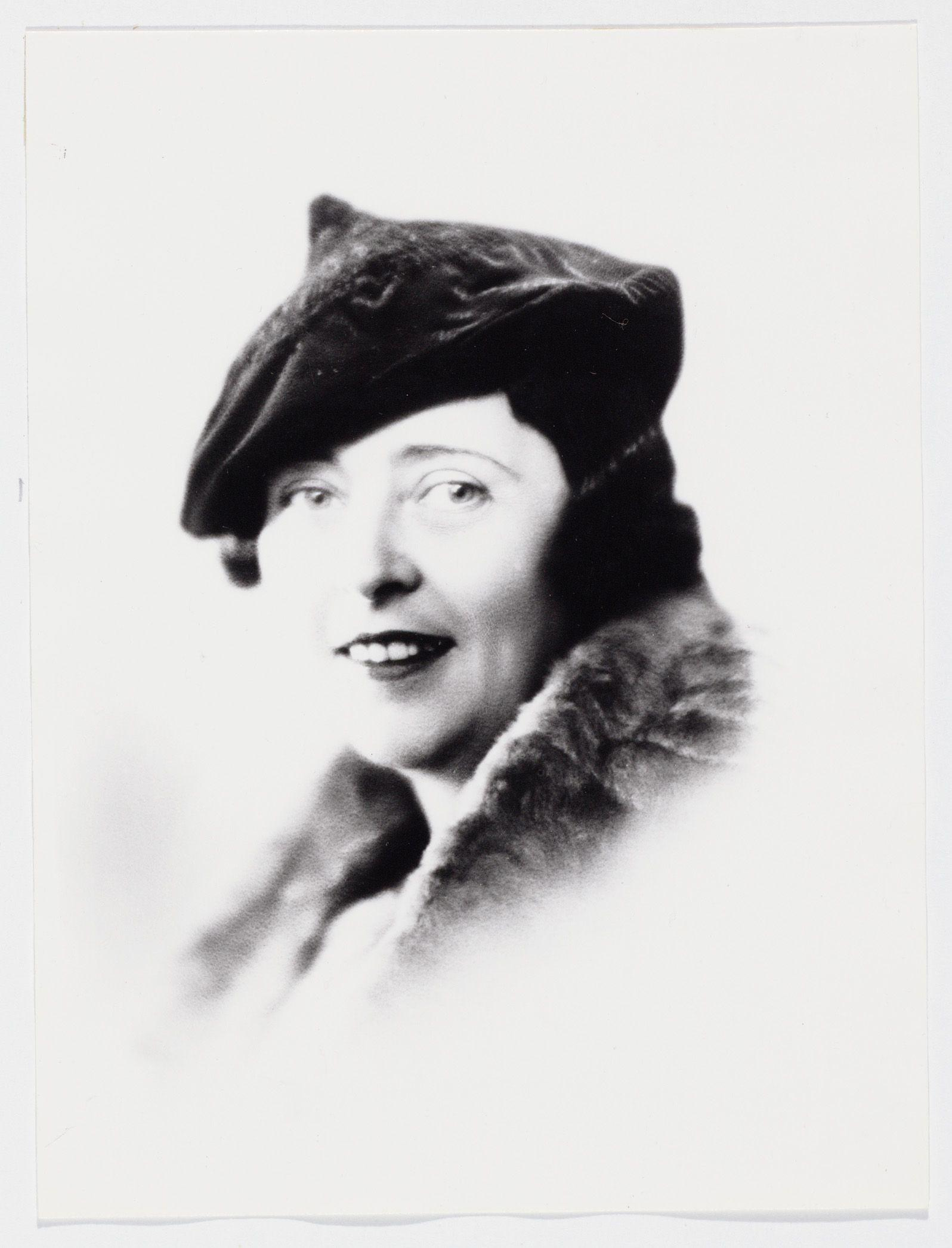
Mien Duymaer van Twist
14 mei

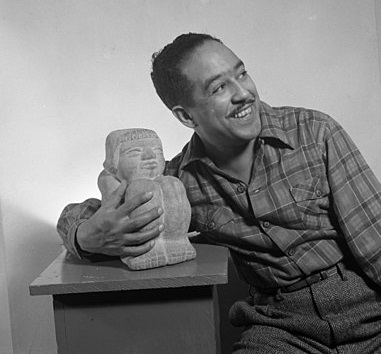
Langston Hughes
22 mei

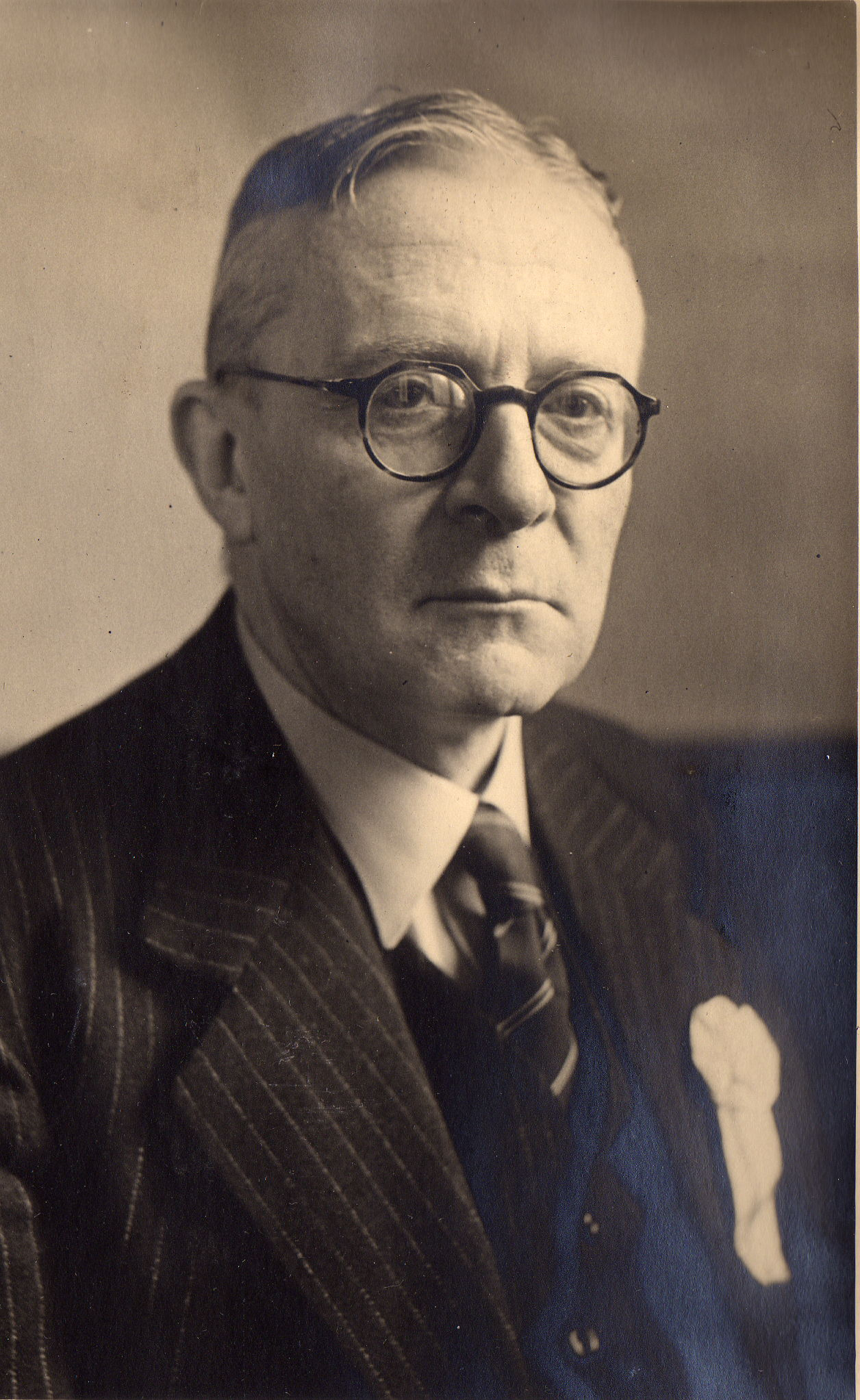
H.C. Rümke
22 mei

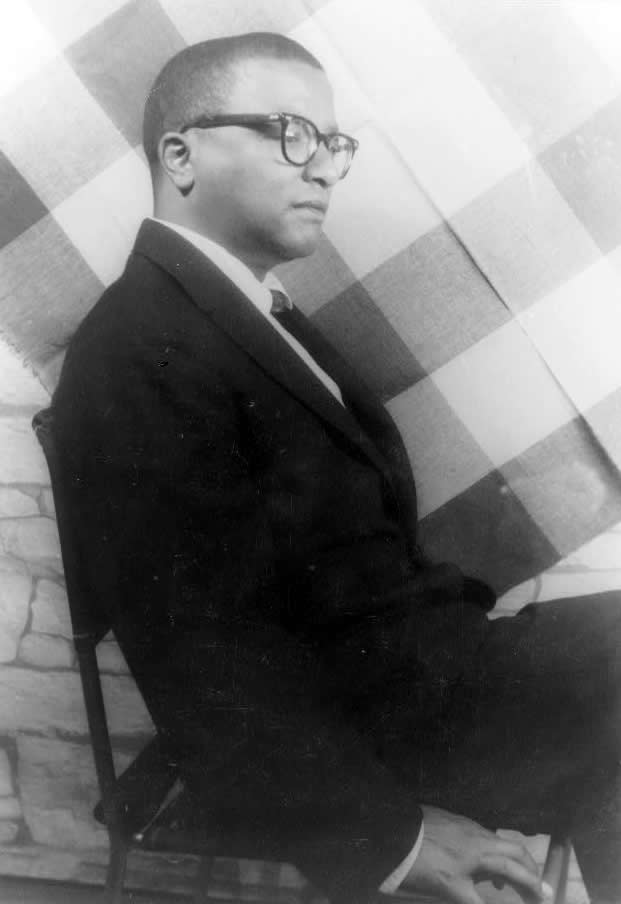
Billy Strayhorn
31 mei

| 1 | 2 | 3 | 4 | 5 | 6 | 7 | 8 | 9 | 10 | 11 | 12 | 13 | 14 | 15 | 16 | 17 | 18 | 19 | 20 | 21 | 22 | 23 | 24 | 25 | 26 | 27 | 28 | 29 | 30 | 31 |
| - | - | - | - | - | - | - | - | - | -- | -- | -- | -- | -- | -- | -- | -- | -- | -- | -- | -- | -- | -- | -- | -- | -- | -- | -- | -- | -- | -- |

### 2 mei
- Henri Arend van Hilten (70), Nederlands politiefunctionaris en NSB'er
- Gerard Haitsma Mulier (80), Nederlands burgemeester

### 3 mei
- Ernst Wollweber (68), Oost-Duits bestuurder

### 6 mei
- Darja Collin (64), Nederlands balletdanseres
- Antoon Spinoy (60), Belgisch politicus

### 9 mei
- Oskar Hergt (97), Duits politicus
- Leendert Lafeber (72), Nederlands verzetsstrijder
- Joseph Weterings (63), Belgisch schrijver en musicoloog

### 10 mei
- Lorenzo Bandini (31), Italiaans autocoureur
- Carl Frei (83), Duits orgelbouwer en componist

### 11 mei
- Gaston Martens (84), Belgisch toneelschrijver

### 12 mei
- John Masefield (88), Brits dichter en schrijver

### 14 mei
- Mien Duymaer van Twist (76), Nederlands actrice

### 15 mei
- Edward Hopper (84), Amerikaans kunstschilder

### 19 mei
- Elmo Hope (43), Amerikaans pianist

### 22 mei
- Langston Hughes (65), Amerikaans schrijver en dichter
- Lucien Niverd (87), Frans componist
- Henricus Cornelius Rümke (74), Nederlands psychiater

### 23 mei
- Piet Gunning (53), Nederlands hockeyer

### 26 mei
- Gideon Ståhlberg (59), Zweeds schaker

### 27 mei
- Tilly Edinger (69), Duits-Amerikaans paleontoloog
- Johannes Itten (78), Zwitsers kunstschilder en kleurtheoreticus

### 29 mei
- Georg Wilhelm Pabst (81), Oostenrijks regisseur

### 30 mei
- Claude Rains (78), Brits-Amerikaans acteur

### 31 mei
- Isidore Opsomer (89), Belgisch kunstschilder
- Billy Strayhorn (51), Amerikaans componist en pianist

## Juni

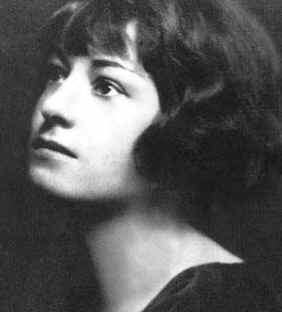
Dorothy Parker
7 juni

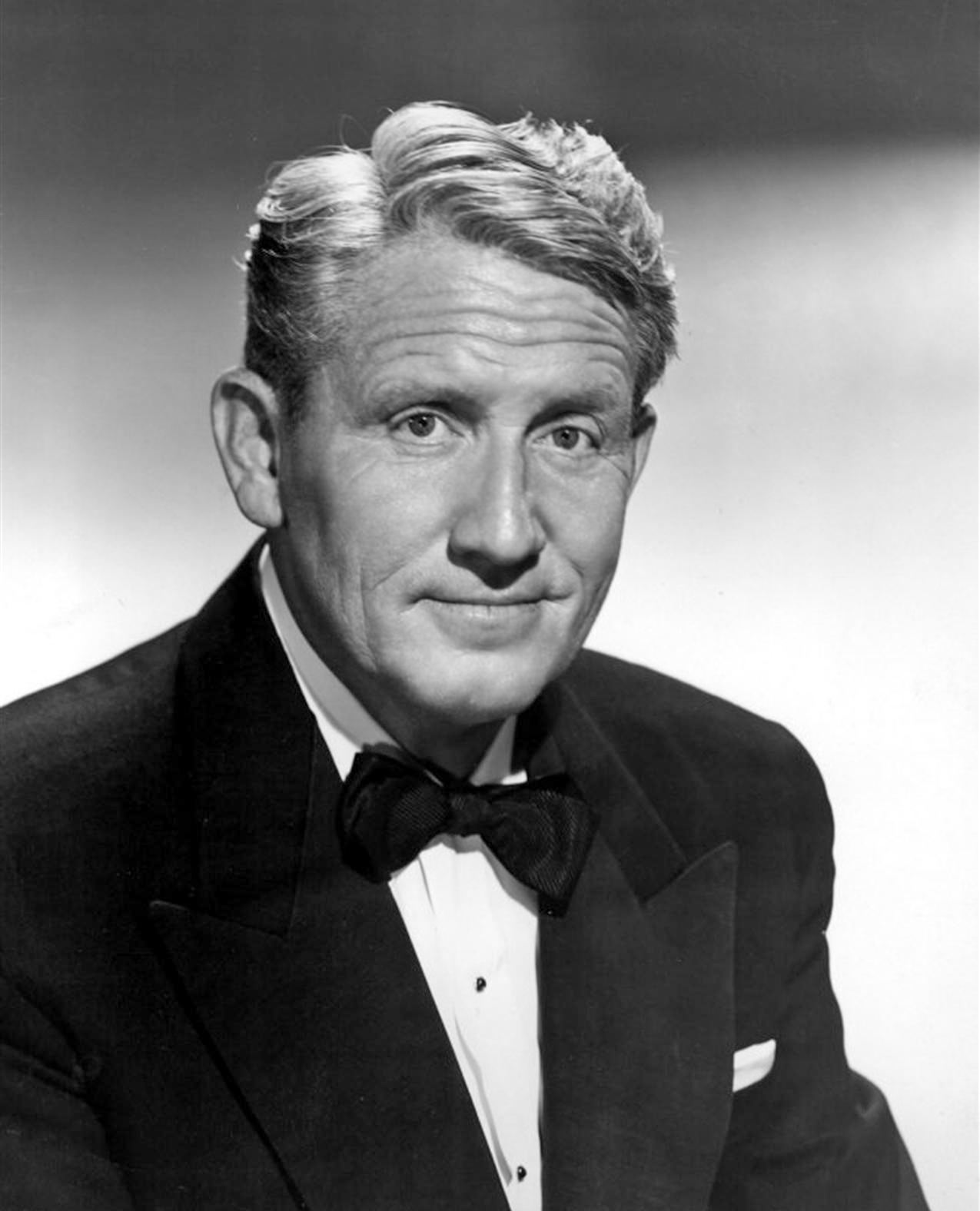
Spencer Tracy
10 juni

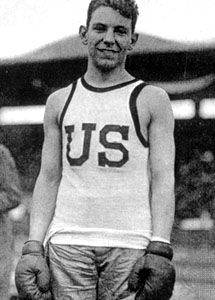
Eddie Eagan
14 juni

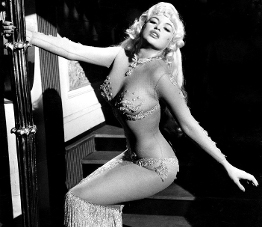
Jayne Mansfield
29 juni

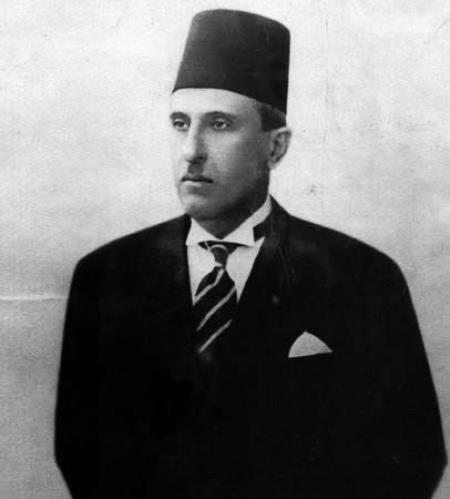
Choukri al-Kuwatli
30 juni

| 1 | 2 | 3 | 4 | 5 | 6 | 7 | 8 | 9 | 10 | 11 | 12 | 13 | 14 | 15 | 16 | 17 | 18 | 19 | 20 | 21 | 22 | 23 | 24 | 25 | 26 | 27 | 28 | 29 | 30 |
| - | - | - | - | - | - | - | - | - | -- | -- | -- | -- | -- | -- | -- | -- | -- | -- | -- | -- | -- | -- | -- | -- | -- | -- | -- | -- | -- |

### 2 juni
- Clarence Ashley (71), Amerikaans folkmusicus
- Benno Ohnesorg (26), Duits activist

### 3 juni
- André Cluytens (62), Frans dirigent en pianist
- Arthur Tedder (76), Brits militair
- Annie van Velzen (73), Nederlands inspectrice bij de Kinderpolitie en verzetsvrouw

### 6 juni
- Fernando Paternoster (64), Argentijns voetballer en voetbalcoach
- Jef Schipper (57), Nederlands kunstschilder

### 7 juni
- Dorothy Parker (73), Amerikaans schrijfster

### 8 juni
- Sergej Gorodetski (83), Russisch dichter

### 10 juni
- Arthur Prévost (78), Belgisch componist
- Spencer Tracy (67), Amerikaans acteur

### 11 juni
- Wolfgang Köhler (80), Duits psycholoog
- Ernesto Ruffini (79), Italiaans kardinaal

### 13 juni
- Herman van Remmen (78), Nederlands beeldhouwer

### 14 juni
- Eddie Eagan (70), Amerikaans bokser en bobsleeër

### 17 juni
- Richard Meinertzhagen (89), Brits ornitholoog en spion

### 18 juni
- Adriaan Hendrik Philipse (65), Nederlands diplomaat
- Giacomo Russo (29), Italiaans autocoureur

### 21 juni
- Charles d'Aspremont Lynden (78), Belgisch politicus
- Antonio Bertola (53), Italiaans wielrenner

### 22 juni
- Li Lisan (68), Chinees politicus

### 24 juni
- Emile van Dievoet (81), Belgisch politicus
- Camille Seynhaeve (66), Belgisch politicus

### 26 juni
- Françoise Dorléac (25), Frans actrice

### 28 juni
- Oskar Maria Graf (72), Duits schrijver
- Albert Snouck Hurgronje (64), Nederlands voetballer

### 29 juni
- Bert Glennon (73), Amerikaans regisseur
- Jayne Mansfield (34), Amerikaans actrice

### 30 juni
- Choukri al-Kuwatli (76), president van Syrië

## Juli

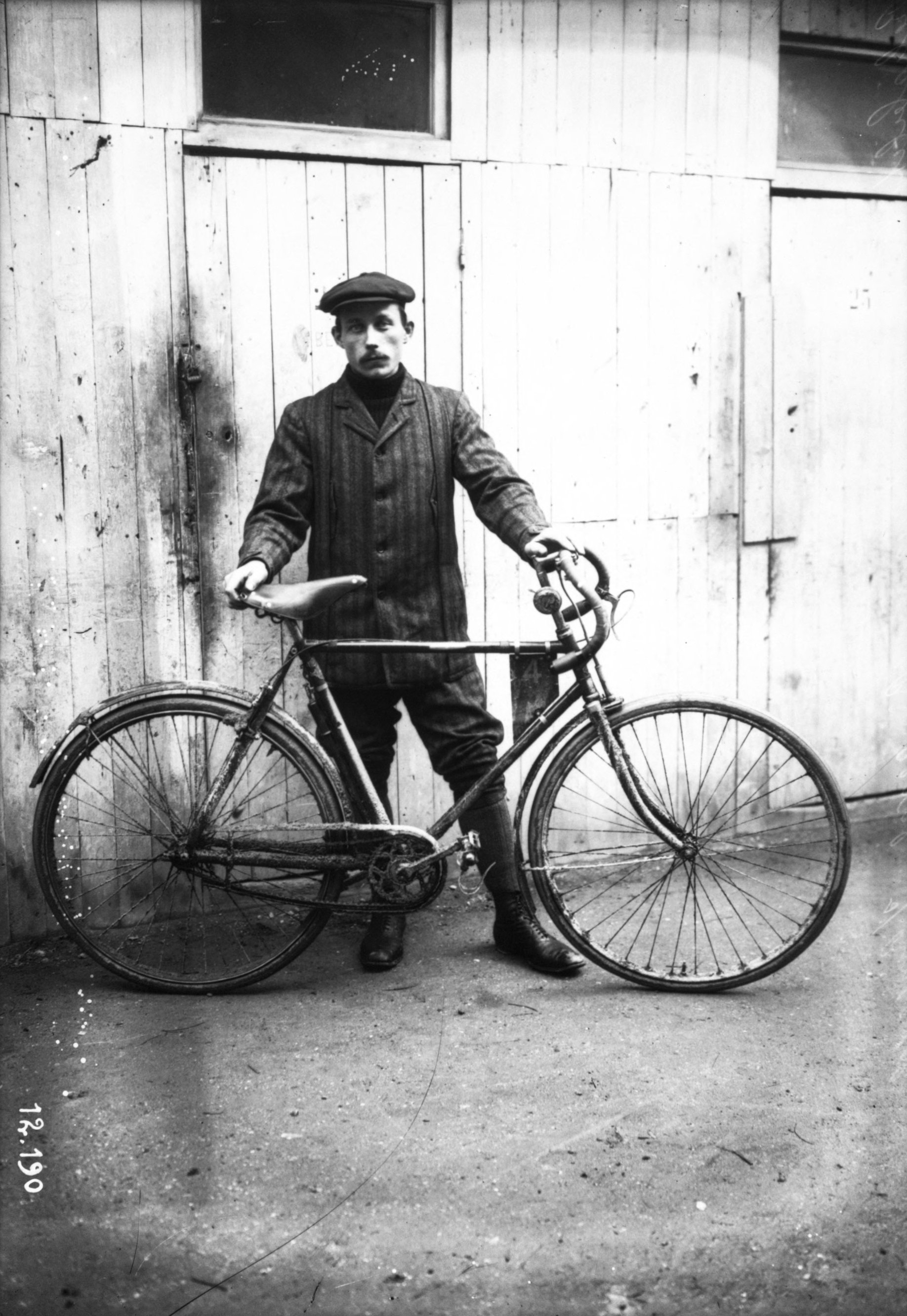
Augustin Ringeval
5 juli

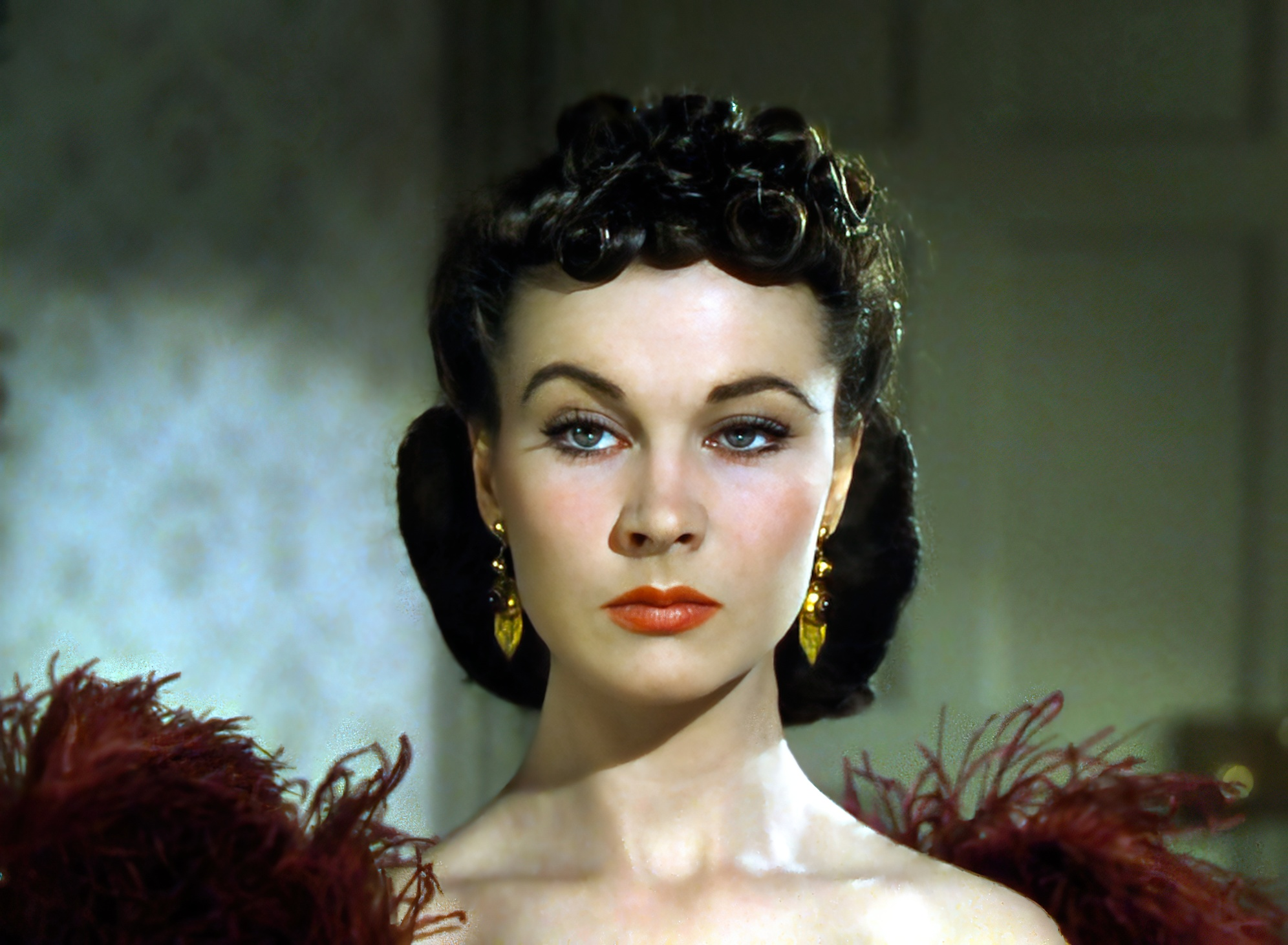
Vivien Leigh
8 juli

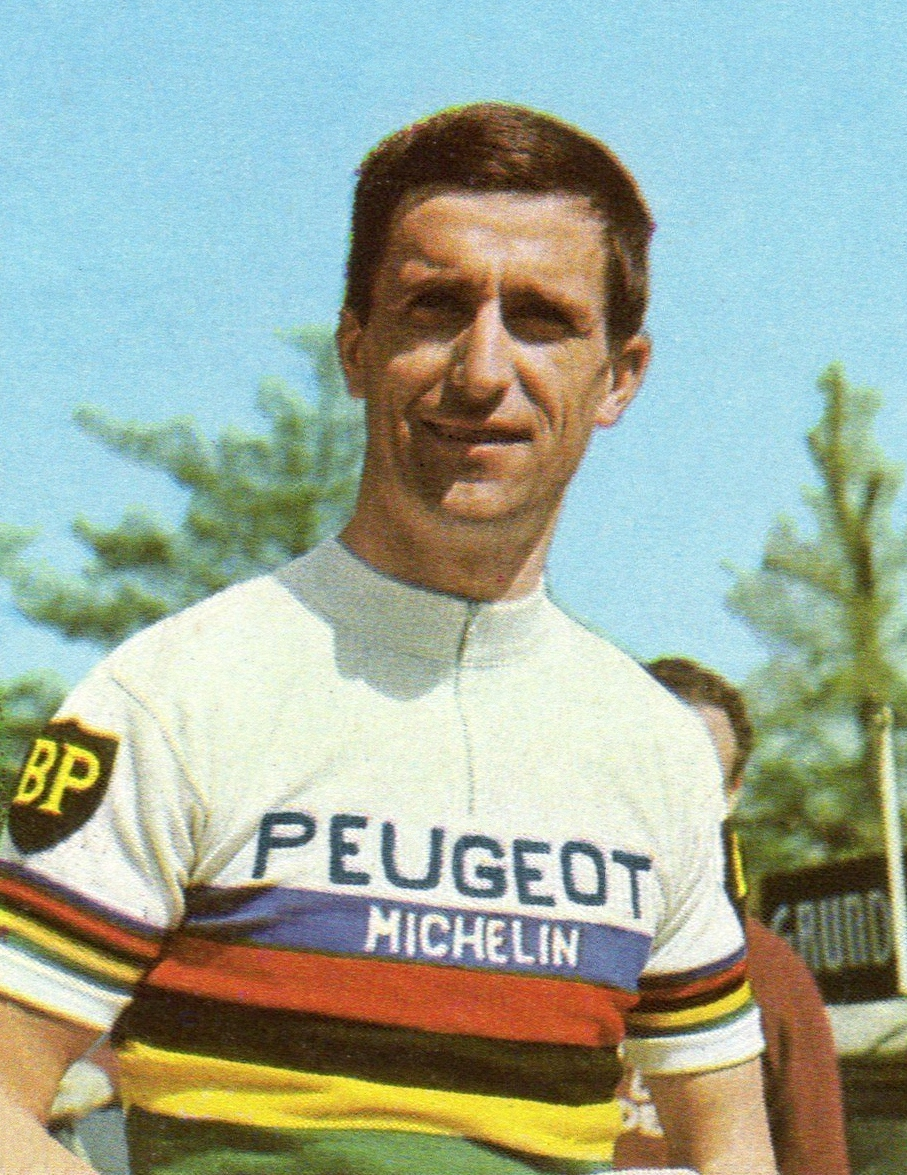
Tom Simpson
13 juli

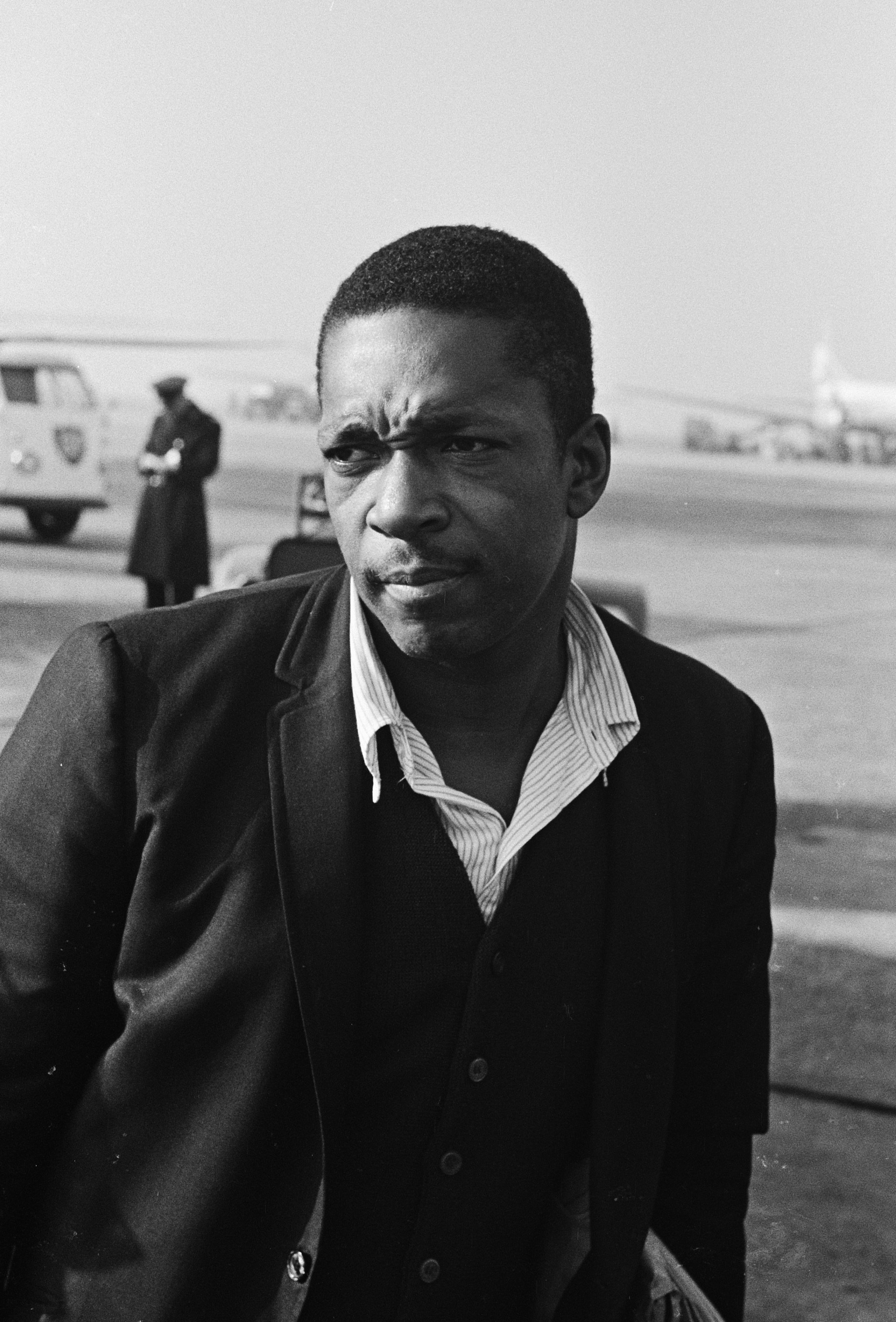
John Coltrane
17 juli

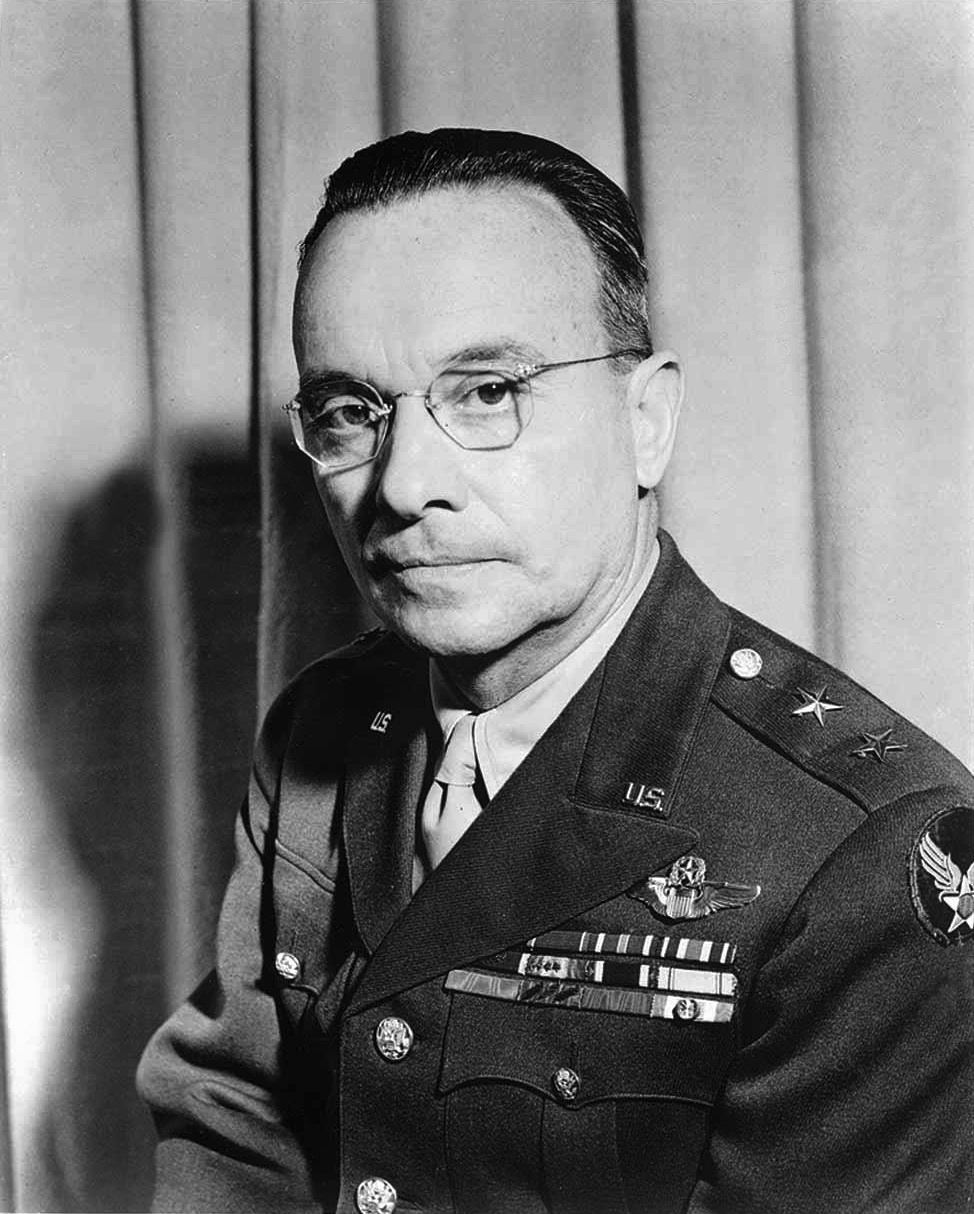
Lewis H. Brereton
20 juli

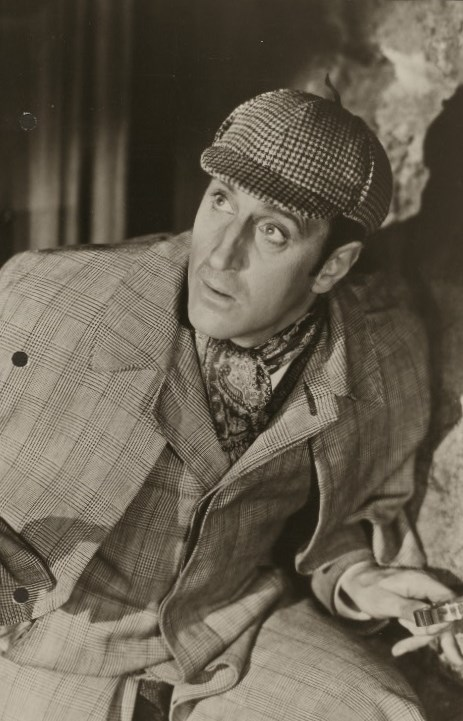
Basil Rathbone
21 juli

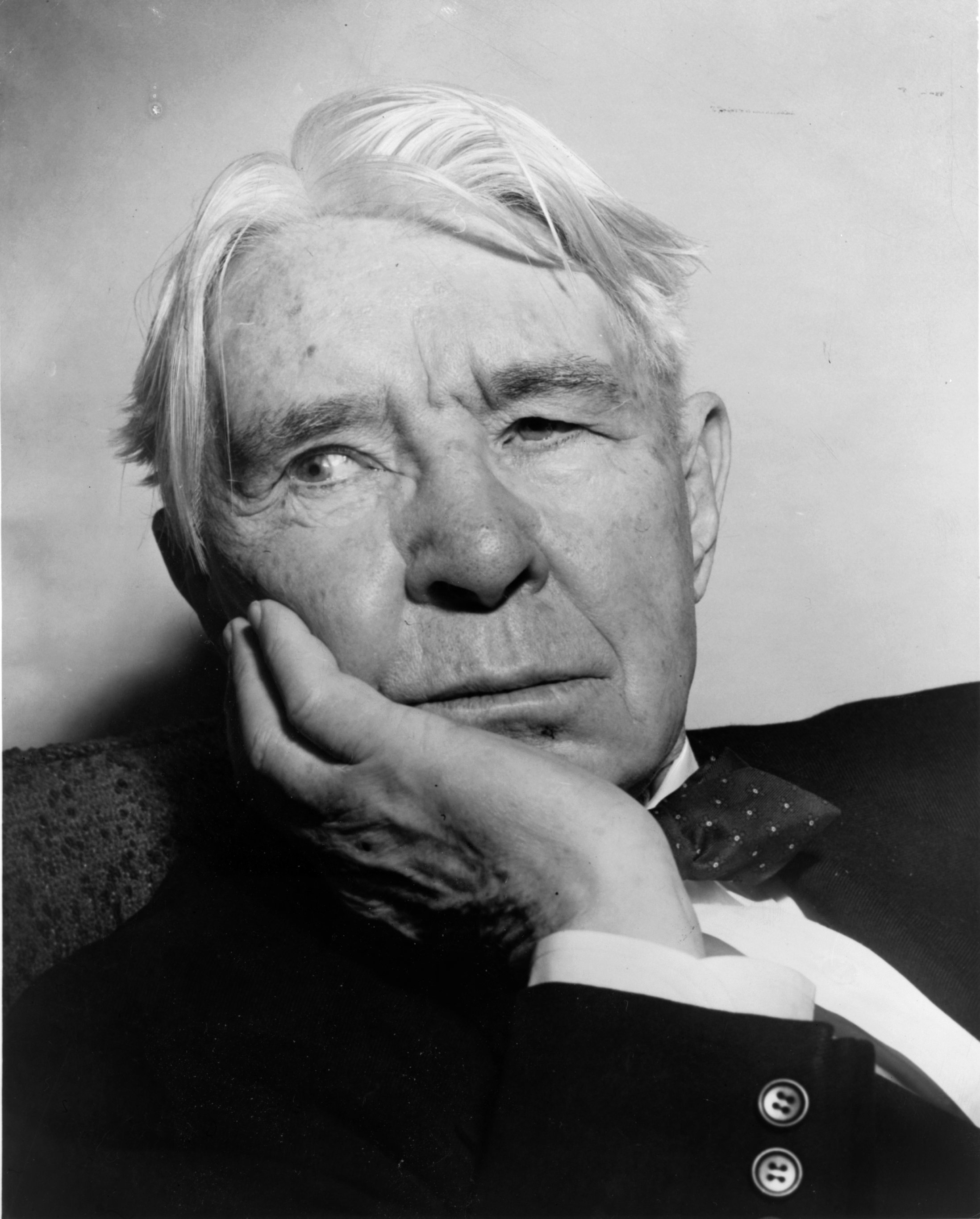
Carl Sandburg
22 juli

| 1 | 2 | 3 | 4 | 5 | 6 | 7 | 8 | 9 | 10 | 11 | 12 | 13 | 14 | 15 | 16 | 17 | 18 | 19 | 20 | 21 | 22 | 23 | 24 | 25 | 26 | 27 | 28 | 29 | 30 | 31 |
| - | - | - | - | - | - | - | - | - | -- | -- | -- | -- | -- | -- | -- | -- | -- | -- | -- | -- | -- | -- | -- | -- | -- | -- | -- | -- | -- | -- |

### 2 juli
- Jan Thierens (85), Nederlands elektrotechnisch ingenieur en hoogleraar

### 3 juli
- Hans Fischböck (72), Oostenrijks politicus en bestuurder

### 4 juli
- Hendrik Jan Woudenberg (75), Nederlands politicus

### 5 juli
- Augustin Ringeval (85), Frans wielrenner

### 6 juli
- Isia Isgour (53), Belgisch architect

### 8 juli
- Vivien Leigh (53), Brits actrice
- Rosa Spier (75), Nederlands harpiste

### 9 juli
- Victor Emilius Nierstrasz (77), Nederlands militair en historicus

### 13 juli
- Tom Simpson (29), Brits wielrenner

### 14 juli
- Alojz Gradnik (84), Sloveens dichter
- Adrianus Neet (64), Nederlands burgemeester

### 16 juli
- Edward Chamberlin (68), Amerikaans econoom

### 17 juli
- John Coltrane (40), Amerikaans jazzmuzikant
- Edzard Jacob van Holthe (71), Nederlands militair

### 18 juli
- Humberto Castelo Branco (69), president van Brazilië
- Nico de Wolf (79), Nederlands voetballer

### 19 juli
- Karl Hartung (59), Duits kunstenaar
- Anne Willem van Holthe tot Echten (82), Nederlands burgemeester
- Bonne Kazemier (92), Nederlands architect

### 20 juli
- Lewis H. Brereton (77), Amerikaans vliegenier en militair
- Frederik David Kan Bosch (80), Nederlands historicus
- Heinrich Steinbeck (83), Zwitsers componist
- Victor Vandercruyssen (77), Belgisch politicus

### 21 juli
- Pierre Kemp (80), Nederlands dichter
- Albert Luthuli (69), Zuid-Afrikaans politiek leider
- Gaetano Martino (66), Italiaans politicus
- Basil Rathbone (75), Brits acteur

### 22 juli
- Carl Sandburg (89), Amerikaans schrijver

### 24 juli
- Jozef Cardijn (84), Belgisch kardinaal
- Émile Cornez (67), Belgisch politicus
- Richard Flink (64), Nederlands acteur
- Thomas Tien Ken-sin (76), Chinees kerkelijk leider

### 26 juli
- Josef Ganz (69), Hongaars auto-ontwerper
- Matthijs Vermeulen (79), Nederlandse componist

### 28 juli
- Huub Felix (72), Nederlands voetballer

### 29 juli
- Bennie Krueger (68), Amerikaans jazzmusicus
- Aleksander Wat (67), Pools schrijver

### 30 juli
- Valentin Uriona (26), Spaans wielrenner

## Augustus

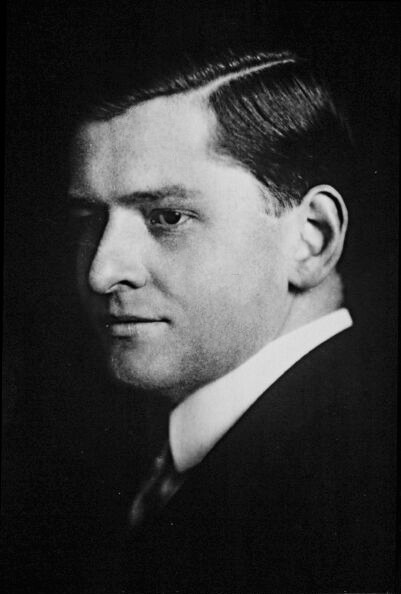
Richard Kuhn
1 augustus

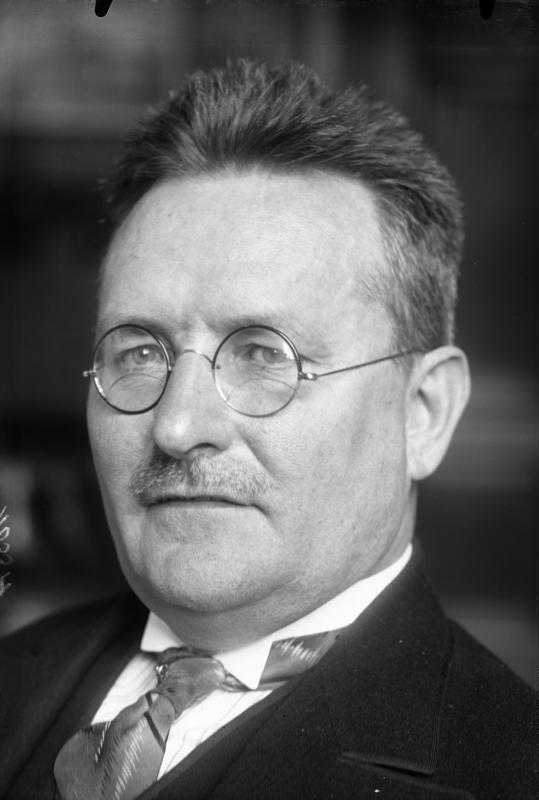
Paul Löbe
3 augustus

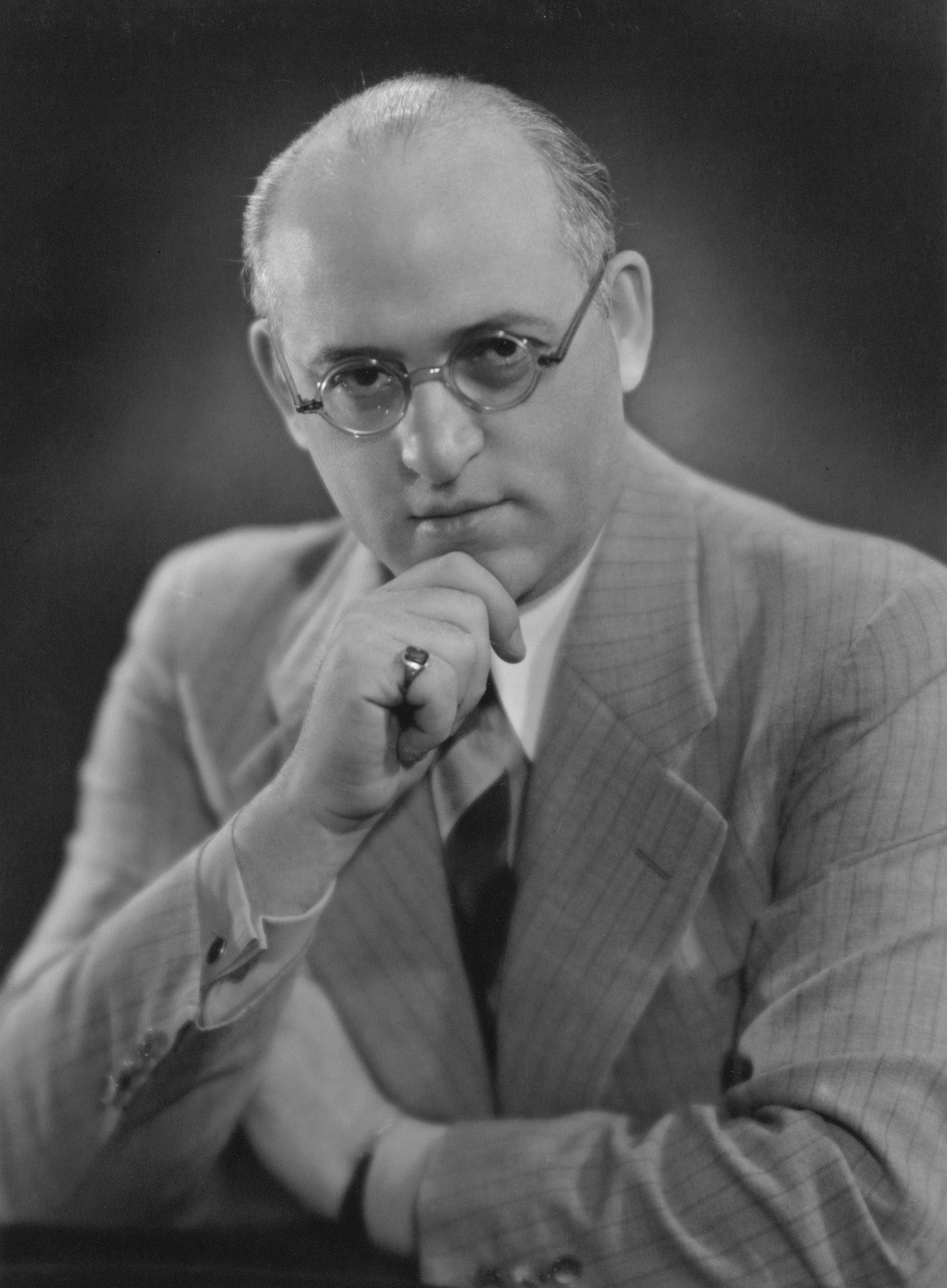
Max Tak
8 augustus

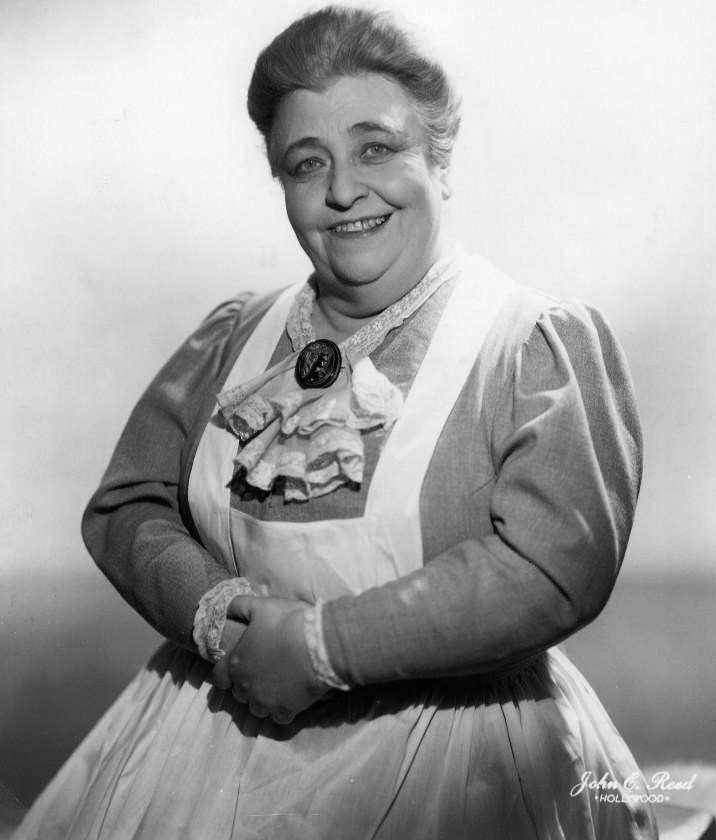
Jane Darwell
13 augustus

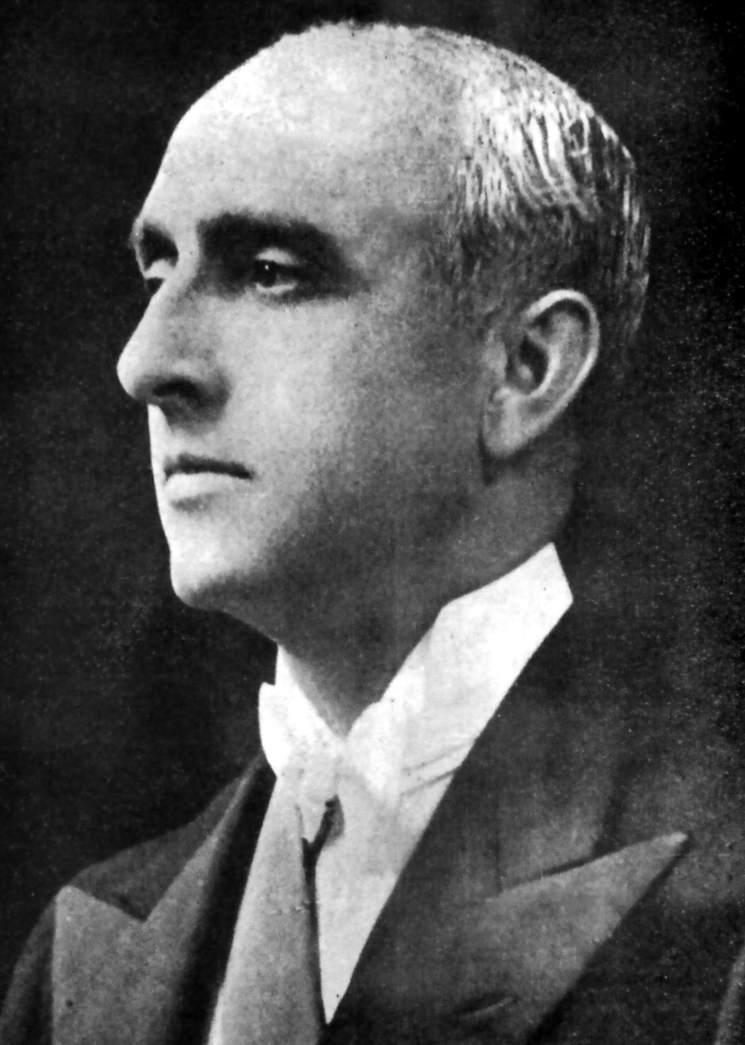
Manuel Prado
15 augustus

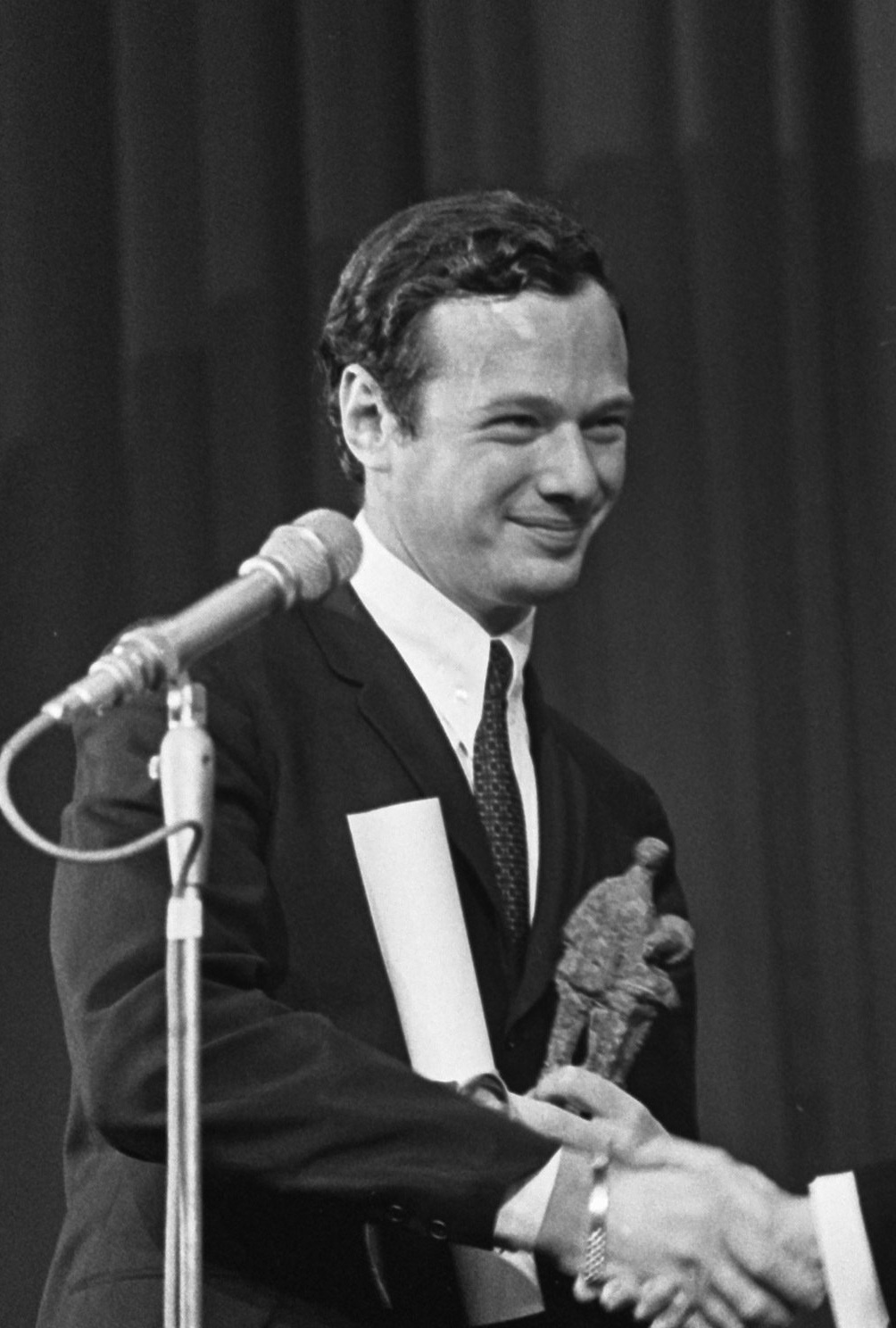
Brian Epstein
27 augustus

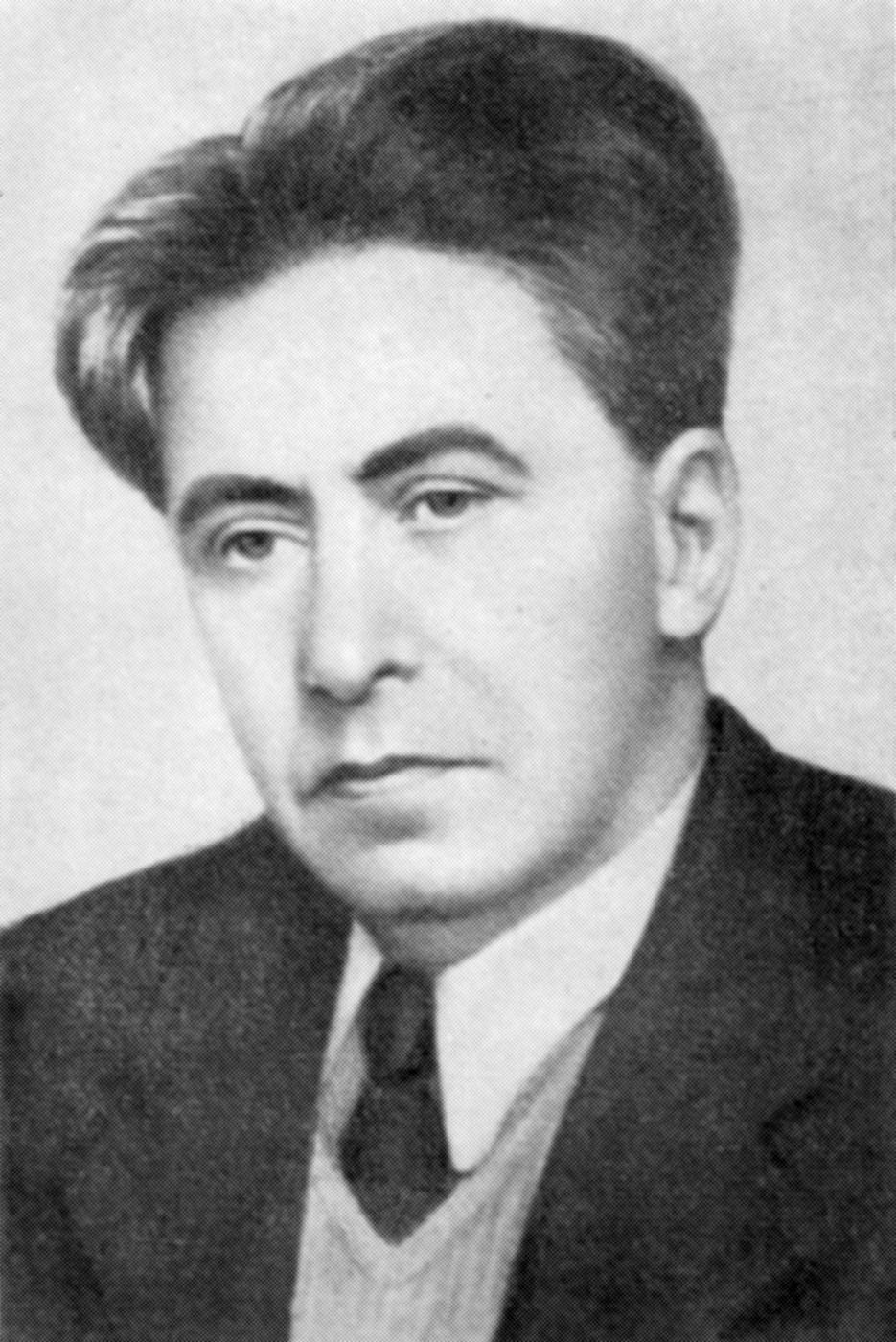
Ilja Ehrenburg
31 augustus

| 1 | 2 | 3 | 4 | 5 | 6 | 7 | 8 | 9 | 10 | 11 | 12 | 13 | 14 | 15 | 16 | 17 | 18 | 19 | 20 | 21 | 22 | 23 | 24 | 25 | 26 | 27 | 28 | 29 | 30 | 31 |
| - | - | - | - | - | - | - | - | - | -- | -- | -- | -- | -- | -- | -- | -- | -- | -- | -- | -- | -- | -- | -- | -- | -- | -- | -- | -- | -- | -- |

### 1 augustus
- Herman van den Bergh (70), Nederlands dichter en journalist
- Richard Kuhn (66), Oostenrijks-Duits biochemicus

### 2 augustus
- Henryk Berlewi (72), Pools kunstschilder, tekenaar en graficus

### 3 augustus
- Paul Löbe (91), Duits politicus

### 4 augustus
- Piet Vink (79), Nederlands acteur

### 5 augustus
- György Bródy (59), Hongaars waterpolospeler

### 8 augustus
- Max Tak (75), Nederlands violist, componist en journalist
- Jaromir Weinberger (71), Tsjechisch componist

### 9 augustus
- Joe Orton (34), Brits auteur

### 10 augustus
- Rudolf Wilhelm Dahmen von Buchholz (77), Nederlands politiefunctionaris en collaborateur

### 12 augustus
- Sophie Köhler-van Dijk (75), Nederlands actrice

### 13 augustus
- Jane Darwell (87), Amerikaans actrice

### 14 augustus
- Bob Anderson (36), Brits autocoureur
- Albert van der Schatte Olivier (59), Nederlands militair
- Bob Wallagh (59), Nederlands journalist, radiopresentator en auteur

### 15 augustus
- René Magritte (68), Belgisch kunstschilder
- Manuel Prado y Ugarteche (78), president van Peru

### 17 augustus
- Félix Scalais (62), Belgisch aartsbisschop

### 18 augustus
- Wim Abeleven (64), Nederlands kunstenaar, toneelregisseur en schrijver
- Erich Martin Hering (73), Duits entomoloog
- Paule Maurice (56), Frans componist
- Al Miller (60), Amerikaans autocoureur
- Hilaire Marie Vermeiren (78), Belgisch aartsbisschop

### 19 augustus
- Adriaan van Well (68), Nederlands ondernemer

### 20 augustus
- Walter Krueger (86), Amerikaans militair leider

### 22 augustus
- Harald Frederik Dudok van Heel (74), Nederlands ondernemer en verzetsstrijder
- Lambertus Neher (77), Nederlands politicus

### 23 augustus
- Georges Berger (48), Belgisch autocoureur
- Nathaniel Cartmell (84), Amerikaans atleet

### 25 augustus
- Stanley Bruce (84), Australisch politicus
- Cors Kleijwegt (67), Nederlands politicus
- Paul Muni (71), Amerikaans acteur

### 27 augustus
- Brian Epstein (33), Brits muziekmanager

### 30 augustus
- Marcel Lobelle (74), Belgisch vliegtuigontwerper
- Ad Reinhardt (53), Amerikaans kunstschilder

### 31 augustus
- Tamara Bunke (29), Duits revolutionaire
- Ilja Ehrenburg (76), Russisch schrijver en journalist

## September

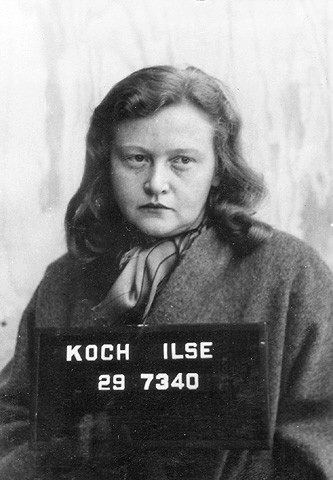
Ilse Koch
1 september

Rex Stewart
7 september

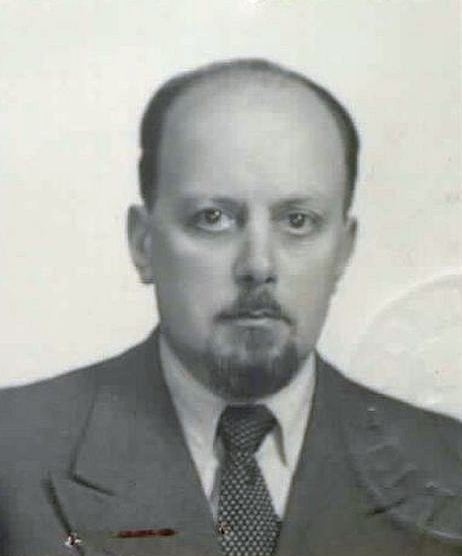
Vladimir Bartol
12 september

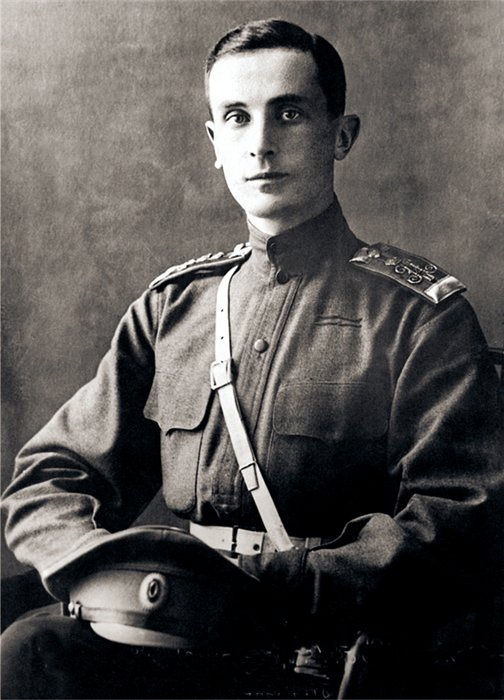
Felix Joesoepov
27 september

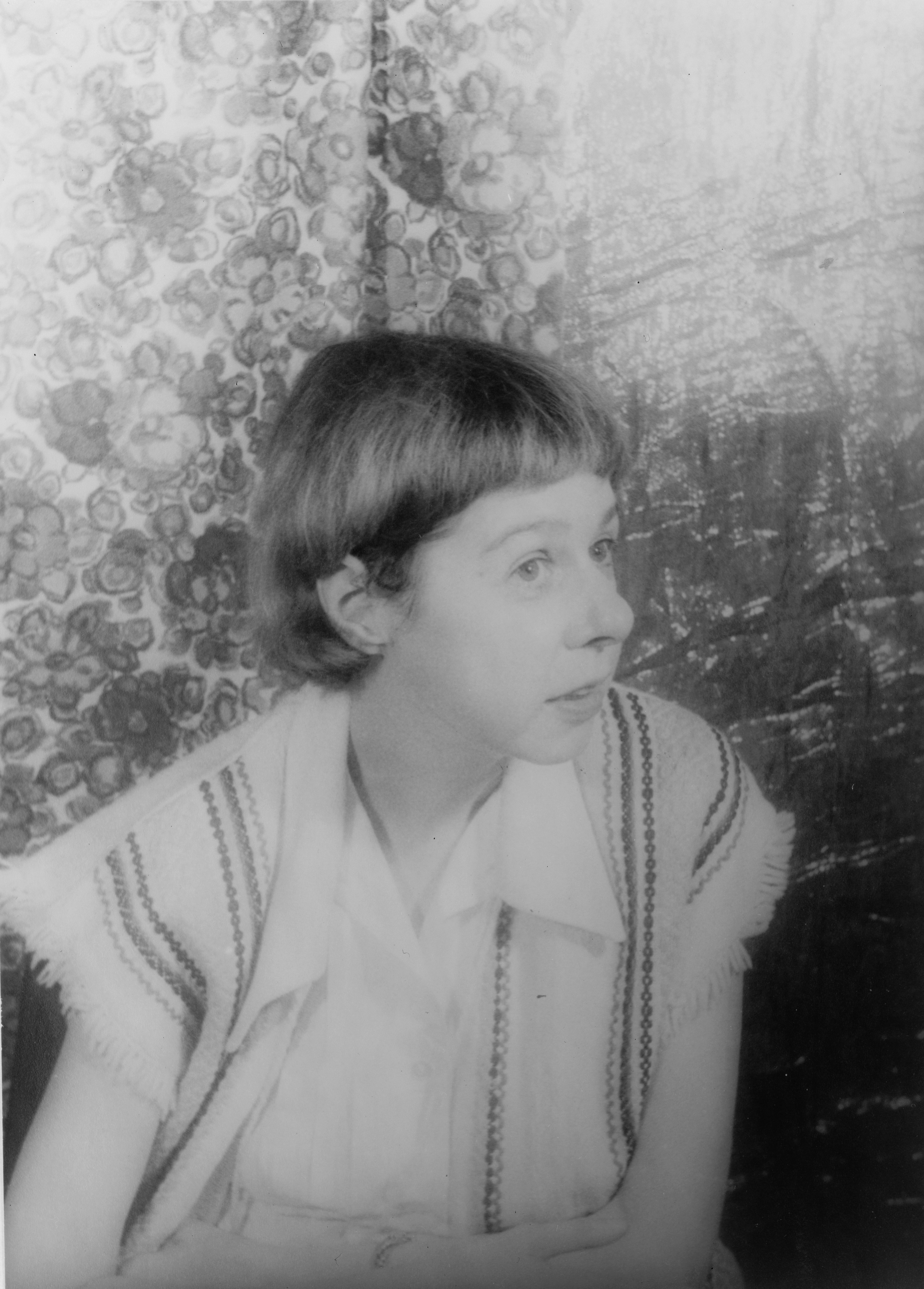
Carson McCullers
29 september

| 1 | 2 | 3 | 4 | 5 | 6 | 7 | 8 | 9 | 10 | 11 | 12 | 13 | 14 | 15 | 16 | 17 | 18 | 19 | 20 | 21 | 22 | 23 | 24 | 25 | 26 | 27 | 28 | 29 | 30 |
| - | - | - | - | - | - | - | - | - | -- | -- | -- | -- | -- | -- | -- | -- | -- | -- | -- | -- | -- | -- | -- | -- | -- | -- | -- | -- | -- |

### 1 september
- Ilse Koch (60), Duits oorlogsmisdadigster
- Siegfried Sassoon (80), Brits dichter en schrijver

### 2 september
- Francis Ouimet (74), Amerikaans golfer

### 3 september
- Mohammed bin Laden (59), Jemenitisch-Saoedisch zakenman
- David Cohen (84), Nederlands historicus en bestuurder
- Armin Locher (70), Zwitsers politicus

### 6 september
- Adrianus Gautier (84), Nederlands burgemeester

### 7 september
- David Kodde (73), Nederlands politicus
- Rex Stewart (60), Amerikaanse jazzkornettist

### 8 september
- Kira Kirillovna van Rusland (58), lid Russische adel

### 9 september
- Henry Woodring (77), Amerikaans politicus

### 10 september
- Fidel Reyes (89), Filipijns journalist en politicus

### 12 september
- Vladimir Bartol (64), Sloveens schrijver
- Albert Hustin (85), Belgisch medicus

### 13 september
- André Declerck (48), Belgisch wielrenner
- Varian Fry (59), Amerikaans journalist
- Leonard Lord (70), Brits ondernemer

### 14 september
- Hette Wijtze Hettema (74), Nederlands militair
- Flávio Ramos (78), Braziliaans voetballer

### 15 september
- Jacoba van Tongeren (63), Nederlands verzetsstrijdster

### 16 september
- Erik Lundgren (48), Zweeds autocoureur

### 18 september
- John Cockcroft (70), Brits natuurkundige

### 19 september
- Albert Dupuis (90), Belgisch componist
- Zinaida Serebriakova (82), Russisch kunstschilderes

### 20 september
- Ezio Corlaita (77), Italiaans wielrenner
- Henri Mulet (88), Frans organist en componist

### 21 september
- Johannes Hoffmann (76), Duits politicus

### 23 september
- Karel De Maere (70), Belgisch politicus
- Stanislaus Zbyszko (88), Pools professioneel worstelaar

### 24 september
- Robert van Gulik (57), Nederlands sinoloog, diplomaat en auteur

### 25 september
- Stuff Smith (58), Amerikaans jazzviolist
- Stanisław Sosabowski (75), Pools militair

### 27 september
- Felix Joesoepov (80), lid Russische adel
- Hilla von Rebay (77), Amerikaans kunstschilderes

### 29 september
- Carson McCullers (50), Amerikaans schrijfster

### 30 september
- Joseph Gruber (55), Oostenrijks voetbaltrainer

## Oktober

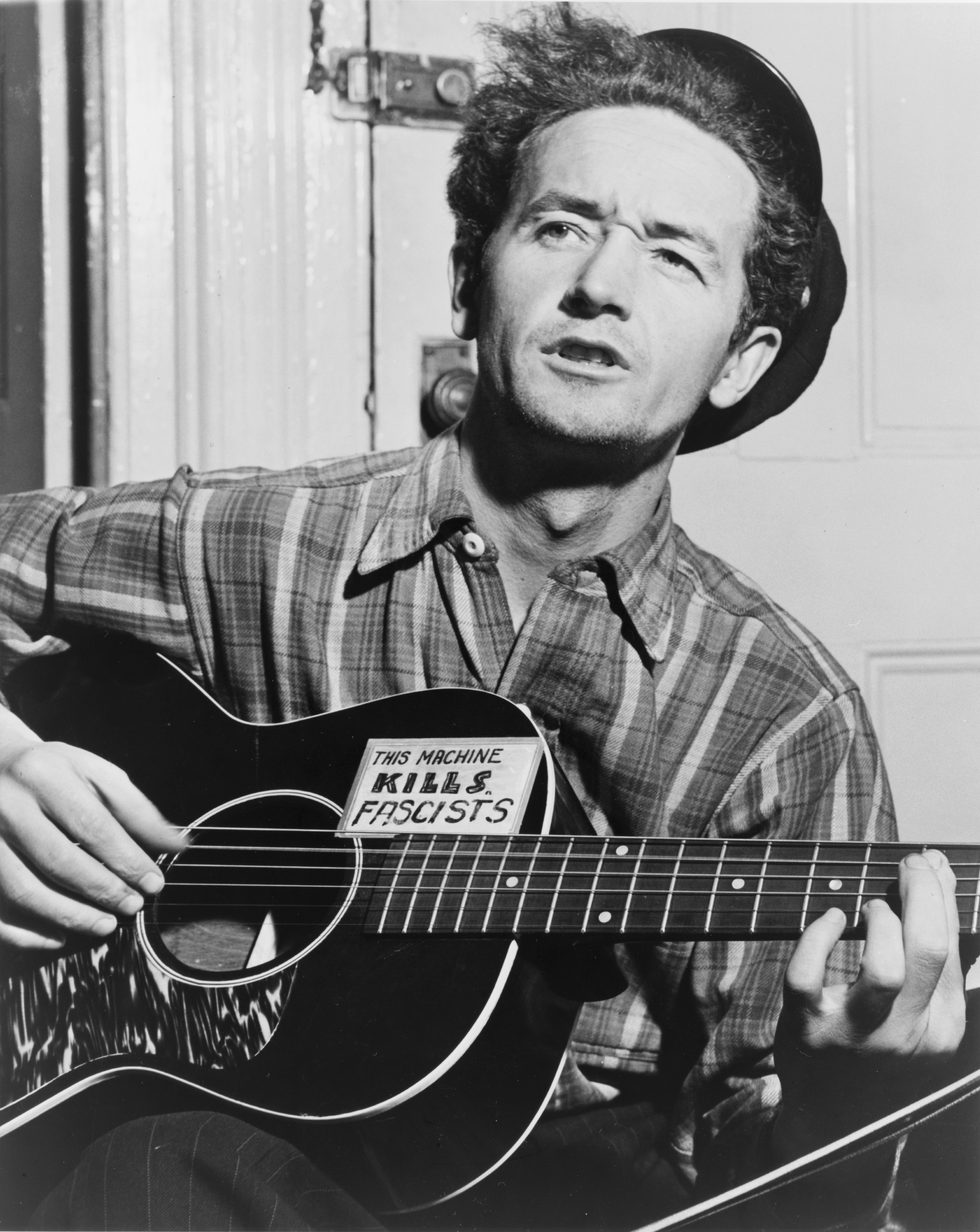
Woody Guthrie
3 oktober

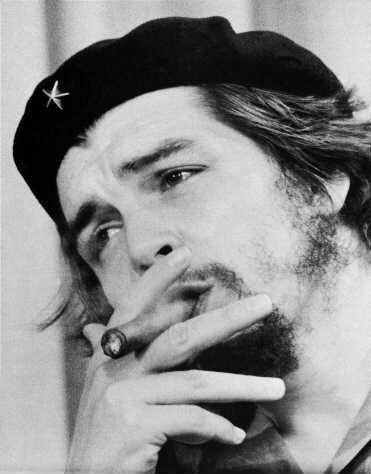
Che Guevara
9 oktober

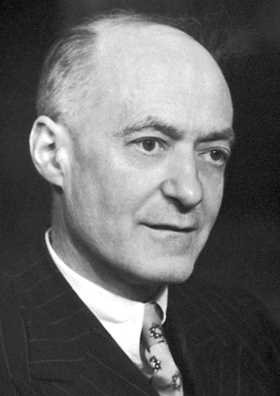
Cyril N. Hinshelwood
9 oktober

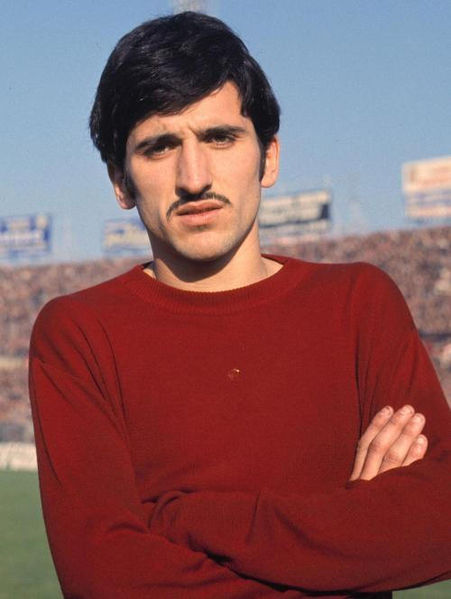
Luigi Meroni
15 oktober

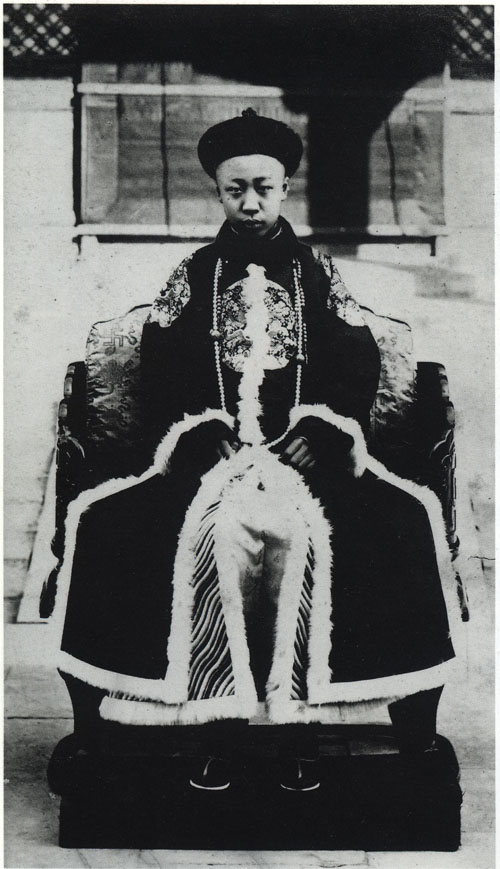
Puyi
17 oktober

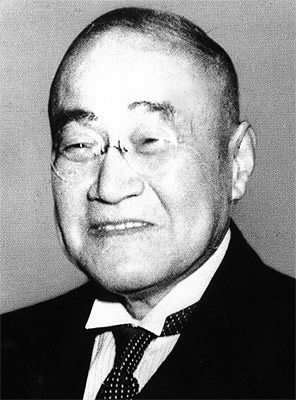
Shigeru Yoshida
20 oktober

| 1 | 2 | 3 | 4 | 5 | 6 | 7 | 8 | 9 | 10 | 11 | 12 | 13 | 14 | 15 | 16 | 17 | 18 | 19 | 20 | 21 | 22 | 23 | 24 | 25 | 26 | 27 | 28 | 29 | 30 | 31 |
| - | - | - | - | - | - | - | - | - | -- | -- | -- | -- | -- | -- | -- | -- | -- | -- | -- | -- | -- | -- | -- | -- | -- | -- | -- | -- | -- | -- |

### 1 oktober
- Willem Carel Wendelaar (85), Nederlands politicus

### 3 oktober
- Woody Guthrie (55), Amerikaans folkzanger
- Malcolm Sargent (72), Brits dirigent, organist en componist

### 7 oktober
- Norman Angell (94), Brits schrijver en politicus

### 8 oktober
- Clement Attlee (74), Brits politicus

### 9 oktober
- Gordon Allport (70), Amerikaans psycholoog
- Che Guevara (39), Argentijns revolutionair
- Cyril Norman Hinshelwood (70), Brits chemicus
- André Maurois (82), Frans schrijver en historicus

### 10 oktober
- Charlotte Cooper (96), Brits tennisster

### 11 oktober
- Berend George Escher (82), Nederlandse geoloog
- Stanley Morison (78), Brits typografisch ontwerper

### 12 oktober
- Günther Blumentritt (75), Duits generaal
- Adriaan Delen (71), Nederlands burgemeester

### 13 oktober
- Maurice Geûens (84), Belgisch advocaat en politicus

### 14 oktober
- Marcel Aymé (65), Frans schrijver
- Auguste Criquelion (84), Belgisch politicus

### 15 oktober
- Luigi Meroni (24), Italiaans voetballer

### 17 oktober
- Ies Baart (53), Nederlands vakbondsleider en politicus
- Puyi (70), keizer van China

### 18 oktober
- Richard McCreery (69), Brits militair

### 19 oktober
- Ángel María Garibay K. (75), Mexicaans taalkundige

### 20 oktober
- Carl Wilhelm Vollgraff (91), Nederlands taalkundige en archeoloog
- Shigeru Yoshida (89), Japans politicus

### 21 oktober
- Ejnar Hertzsprung (94), Deens astronoom

### 25 oktober
- Heinrich Eduard Jacob (78), Duits-Amerikaans journalist en schrijver

### 26 oktober
- Theodore Mesang (64), Amerikaans componist
- Frederik Tjaberings (75), Nederlands burgemeester
- Thomas Chalmers Vint (73), Amerikaans landschapsarchitect

### 28 oktober
- Umberto Montanaro (63), Italiaans componist

### 30 oktober
- Julien Duvivier (71), Frans regisseur

### 31 oktober
- Ralph Vary Chamberlin (88), Amerikaans entomoloog
- Jan Mens (70), Nederlands schrijver
- George Salter (70), Amerikaans grafisch ontwerper
- Albert Wehrer (72), Luxemburgs diplomaat

## November

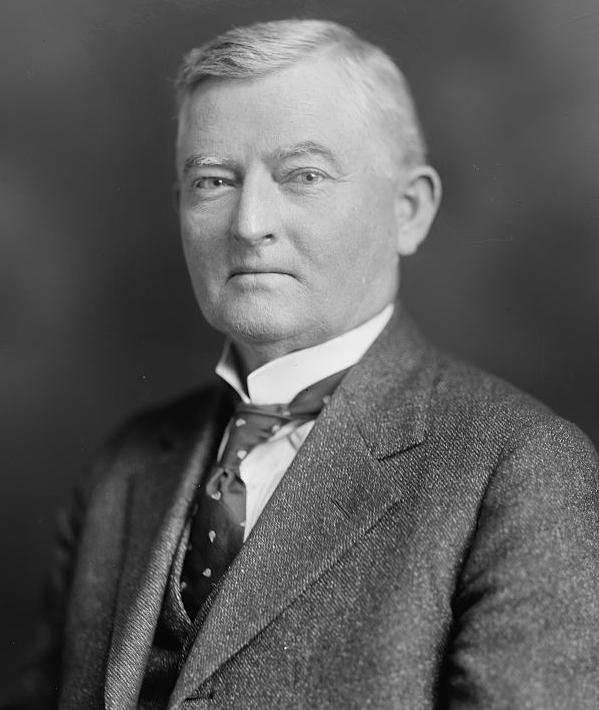
John Nance Garner
7 november

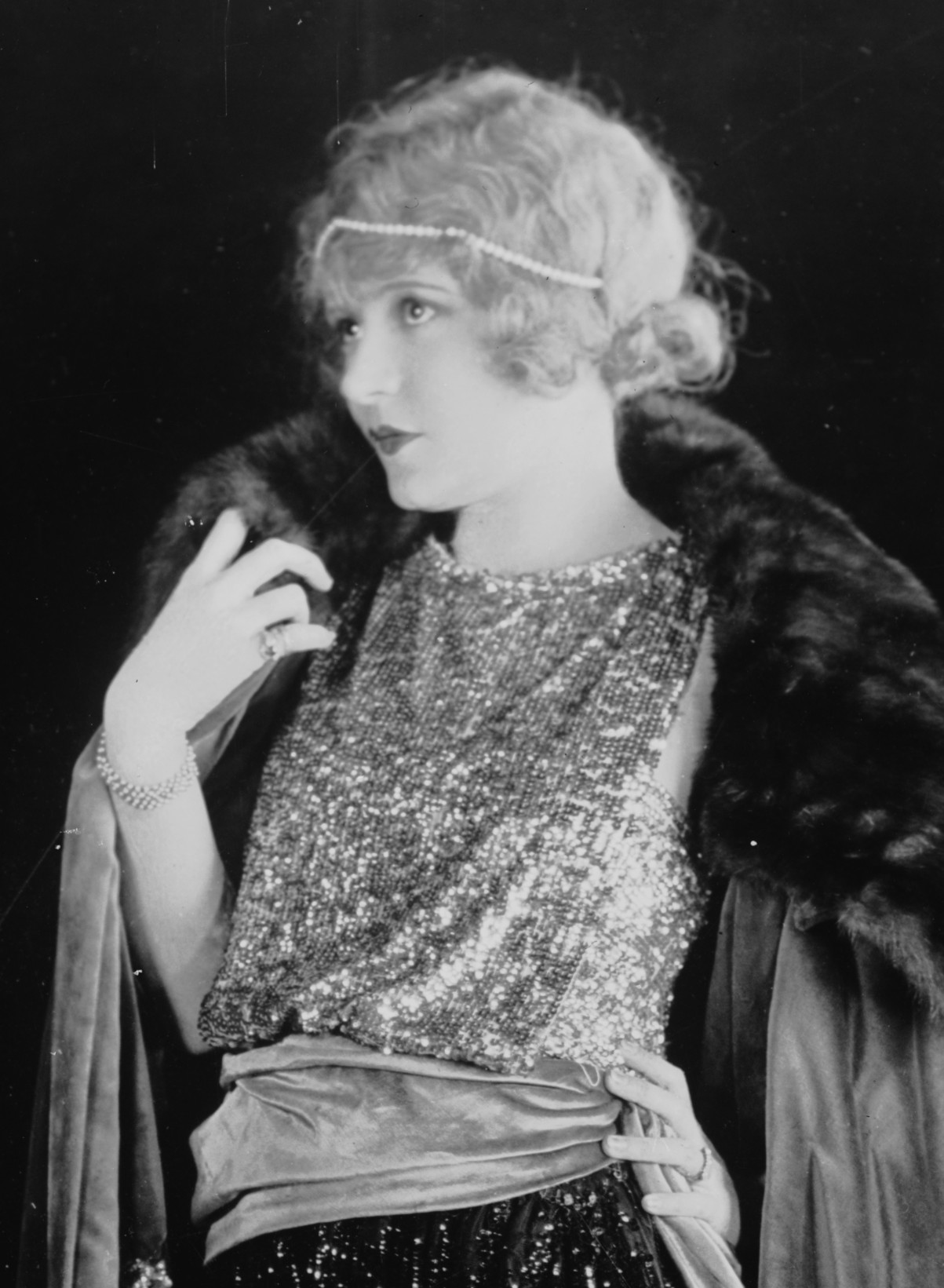
Alice Lake
15 november

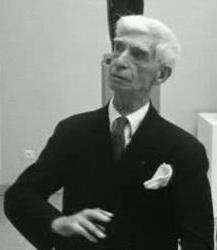
Ossip Zadkine
25 november

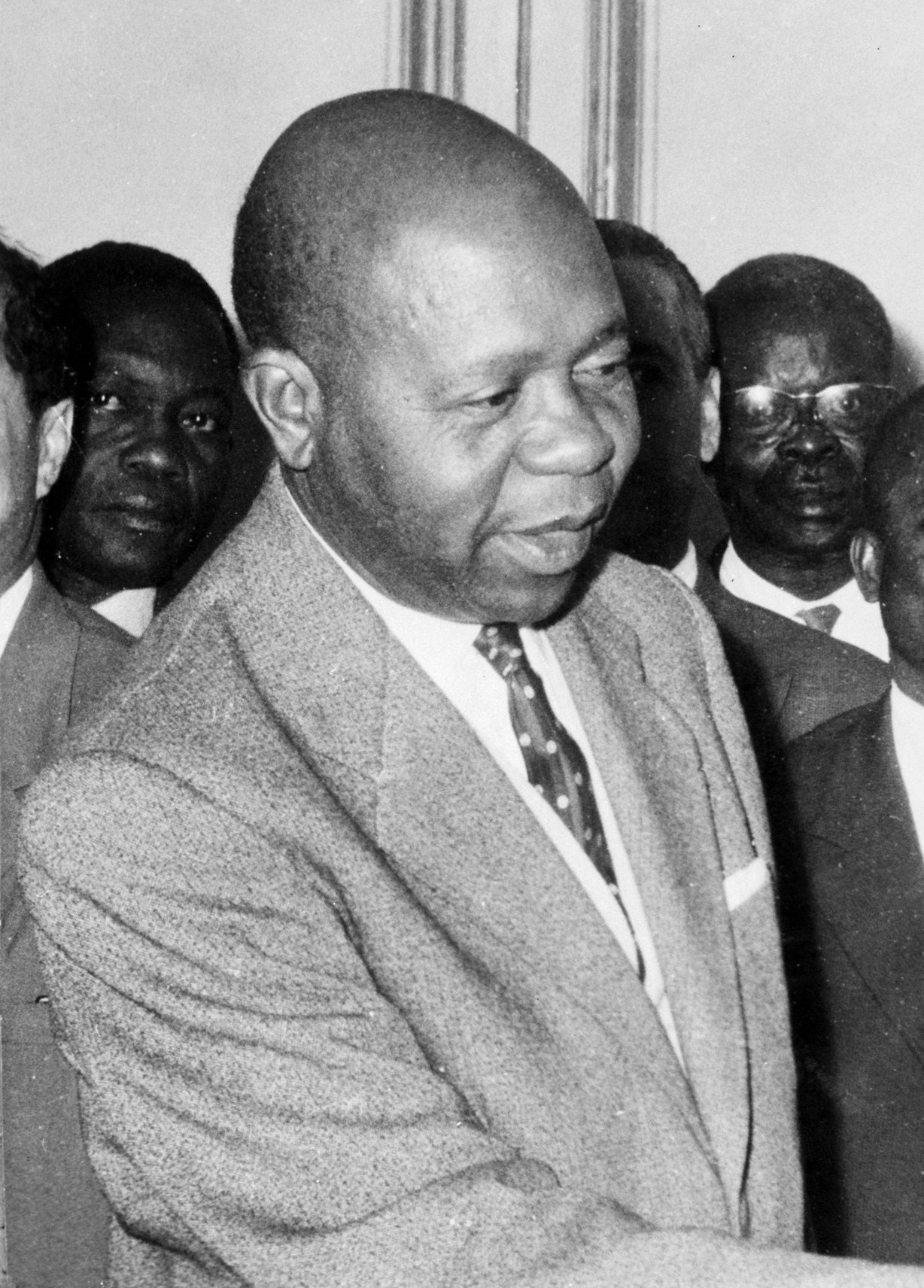
Gabriël Léon M'ba
28 november

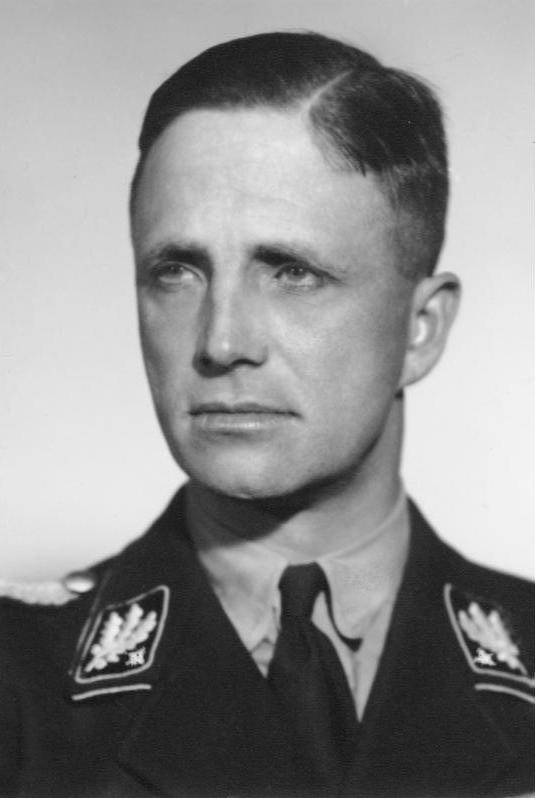
Jozias van Waldeck-Pyrmont
30 november

| 1 | 2 | 3 | 4 | 5 | 6 | 7 | 8 | 9 | 10 | 11 | 12 | 13 | 14 | 15 | 16 | 17 | 18 | 19 | 20 | 21 | 22 | 23 | 24 | 25 | 26 | 27 | 28 | 29 | 30 |
| - | - | - | - | - | - | - | - | - | -- | -- | -- | -- | -- | -- | -- | -- | -- | -- | -- | -- | -- | -- | -- | -- | -- | -- | -- | -- | -- |

### 5 november
- Maximos IV Saigh (89), Grieks-katholiek patriarch van Antiochië

### 6 november
- Jean Dufay (71), Frans astronoom

### 7 november
- John Nance Garner (98), Amerikaans Democratisch politicus; vice-president 1933-1941
- Ian Raby (46), Brits autocoureur

### 8 november
- Marie Melita zu Hohenlohe-Langenburg (68), lid Duitse adel
- Auguste Peiffer (76), Belgisch politicus

### 13 november
- Gaudencio Antonino (58), Filipijns politicus
- Pierre Moulaert (60), Belgisch componist

### 14 november
- Arend Jean Adriaan Hagen (71), Nederlands kunstschilder

### 15 november
- Michael J. Adams (37), Amerikaans astronaut
- Ernle Chatfield (94), Brits militair
- Wouter van der Gevel (52), Nederlands politicus
- Alice Lake (72), Amerikaans actrice

### 16 november
- Jimmy Archey (65), Amerikaanse jazztrombonist
- Pieter Kikkert (70), Nederlands burgemeester
- Julien Kuypers (75), Belgisch bestuurder en schrijver

### 18 november
- Hendrik van Tichelen (84), Belgisch pedagoog

### 19 november
- Casimir Funk (83), Pools biochemicus
- João Guimarães Rosa (59), Braziliaans schrijver
- Arsenio Laurel (35), Filipijns autocoureur

### 22 november
- Edvin Kallstenius (86), Zweeds componist
- Piet Wapperom (54),  Nederlands verzetsstrijder

### 23 november
- Otto Erich Deutsch (84), Oostenrijks musicoloog

### 24 november
- Arnold Jan d'Ailly (65), Nederlands burgemeester

### 25 november
- Raoul Daufresne de la Chevalerie (86), Belgisch sporter, voetbaltrainer en militair
- Ossip Zadkine (77), Russisch beeldend kunstenaar

### 26 november
- Albert Christiaan Willem Beerman (66), Nederlands politicus

### 28 november
- Gabriël Léon M'ba (65), president van Gabon

### 30 november
- Patrick Kavanagh (63), Iers schrijver en dichter
- Jozias van Waldeck-Pyrmont (71), lid Duitse adel en oorlogsmisdadiger

## December

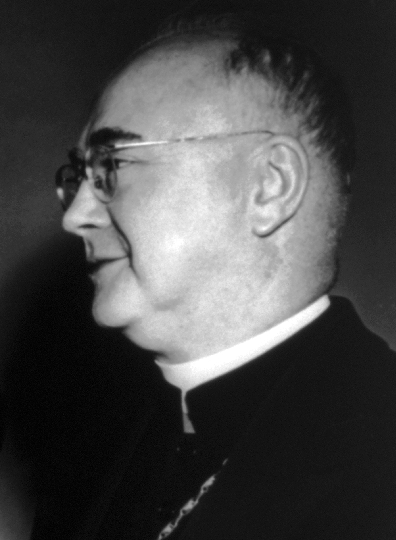
Francis Spellman
2 december

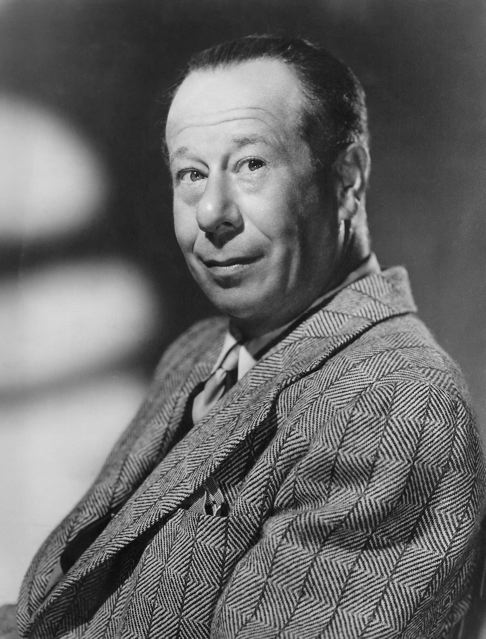
Bert Lahr
4 december

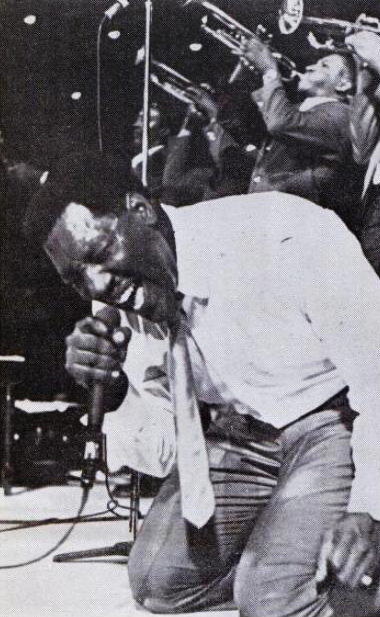
Otis Redding
10 december

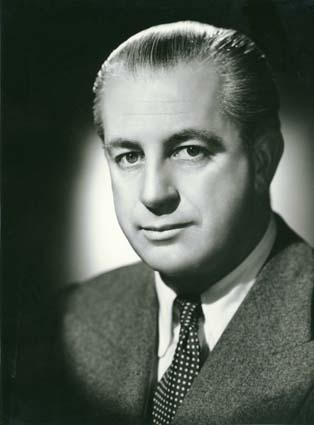
Harold Holt
17 december

| 1 | 2 | 3 | 4 | 5 | 6 | 7 | 8 | 9 | 10 | 11 | 12 | 13 | 14 | 15 | 16 | 17 | 18 | 19 | 20 | 21 | 22 | 23 | 24 | 25 | 26 | 27 | 28 | 29 | 30 | 31 |
| - | - | - | - | - | - | - | - | - | -- | -- | -- | -- | -- | -- | -- | -- | -- | -- | -- | -- | -- | -- | -- | -- | -- | -- | -- | -- | -- | -- |

### 2 december
- Francis Spellman (78), Amerikaans kardinaal

### 3 december
- Peter Bocage (80), Amerikaans musicus
- Henk Kersken (87), Nederlands zeiler
- Annette Kolb (97), Duits schrijfster

### 4 december
- Lodewijk van Bourbon-Parma (67), lid adellijk Huis Bourbon-Parma
- Daniel Jones (86), Brits foneticus
- Bert Lahr (72), Amerikaanse acteur en komiek

### 6 december
- Sikke Smeding (78), Nederlands bestuurder

### 8 december
- Max Jacob (79), Duits poppenspeler

### 10 december
- Otis Redding (26), Amerikaans soulzanger

### 13 december
- Archibald Nye (72), Brits militair

### 14 december
- Silvano Barba González (72), Mexicaans politicus

### 16 december
- Antonio Riberi (70), Italiaans kardinaal

### 17 december
- Harold Holt (59), Australisch politicus

### 19 december
- Melchert Schuurman (67), Nederlands componist

### 23 december
- Alfredo Pacini (79), Italiaans kardinaal

### 27 december
- Percy Hodge (77), Brits atleet

### 29 december
- Karel Meijer (83), Nederlands waterpolospeler
- Paul Whiteman (77), Amerikaans orkestleider

### 30 december
- Bert Berns (38), Amerikaans songwriter en muziekproducent

### 31 december
- Léonard Ohn (95), Belgisch politicus

## Datum onbekend
- Henri Louis Dekking (75), Nederlands bobsleeër (overleden in mei)

1900 ·
1901 ·
1902 ·
1903 ·
1904 ·
1905 ·
1906 ·
1907 ·
1908 ·
1909 ·
1910 ·
1911 ·
1912 ·
1913 ·
1914 ·
1915 ·
1916 ·
1917 ·
1918 ·
1919 ·
1920 ·
1921 ·
1922 ·
1923 ·
1924 ·
1925 ·
1926 ·
1927 ·
1928 ·
1929 ·
1930 ·
1931 ·
1932 ·
1933 ·
1934 ·
1935 ·
1936 ·
1937 ·
1938 ·
1939 ·
1940 ·
1941 ·
1942 ·
1943 ·
1944 ·
1945 ·
1946 ·
1947 ·
1948 ·
1949 ·
1950 ·
1951 ·
1952 ·
1953 ·
1954 ·
1955 ·
1956 ·
1957 ·
1958 ·
1959 ·
1960 ·
1961 ·
1962 ·
1963 ·
1964 ·
1965 ·
1966 ·
1967 ·
1968 ·
1969 ·
1970 ·
1971 ·
1972 ·
1973 ·
1974 ·
1975 ·
1976 ·
1977 ·
1978 ·
1979 ·
1980 ·
1981 ·
1982 ·
1983 ·
1984 ·
1985 ·
1986 ·
1987 ·
1988 ·
1989 ·
1990 ·
1991 ·
1992 ·
1993 ·
1994 ·
1995 ·
1996 ·
1997 ·
1998 ·
1999 ·
2000 ·
2001 ·
2002 ·
2003 ·
2004 ·
2005 ·
2006 ·
2007 ·
2008 ·
2009 ·
2010 ·
2011 ·
2012 ·
2013 ·
2014 ·
2015 ·
2016 ·
2017 ·
2018 ·
2019 ·
2020 ·
2021 ·
2022 ·
2023 ·
2024 ·
2025